# コンチネンタル航空
コンチネンタル航空（コンチネンタルこうくう、Continental Airlines）は、かつて存在したアメリカ合衆国の航空会社。2010年10月、ユナイテッド航空と持株会社方式で経営統合し、2012年3月にユナイテッド航空と完全統合されて消滅した。合併時には米国第4位の規模を誇る大手航空会社であった。

## 概要

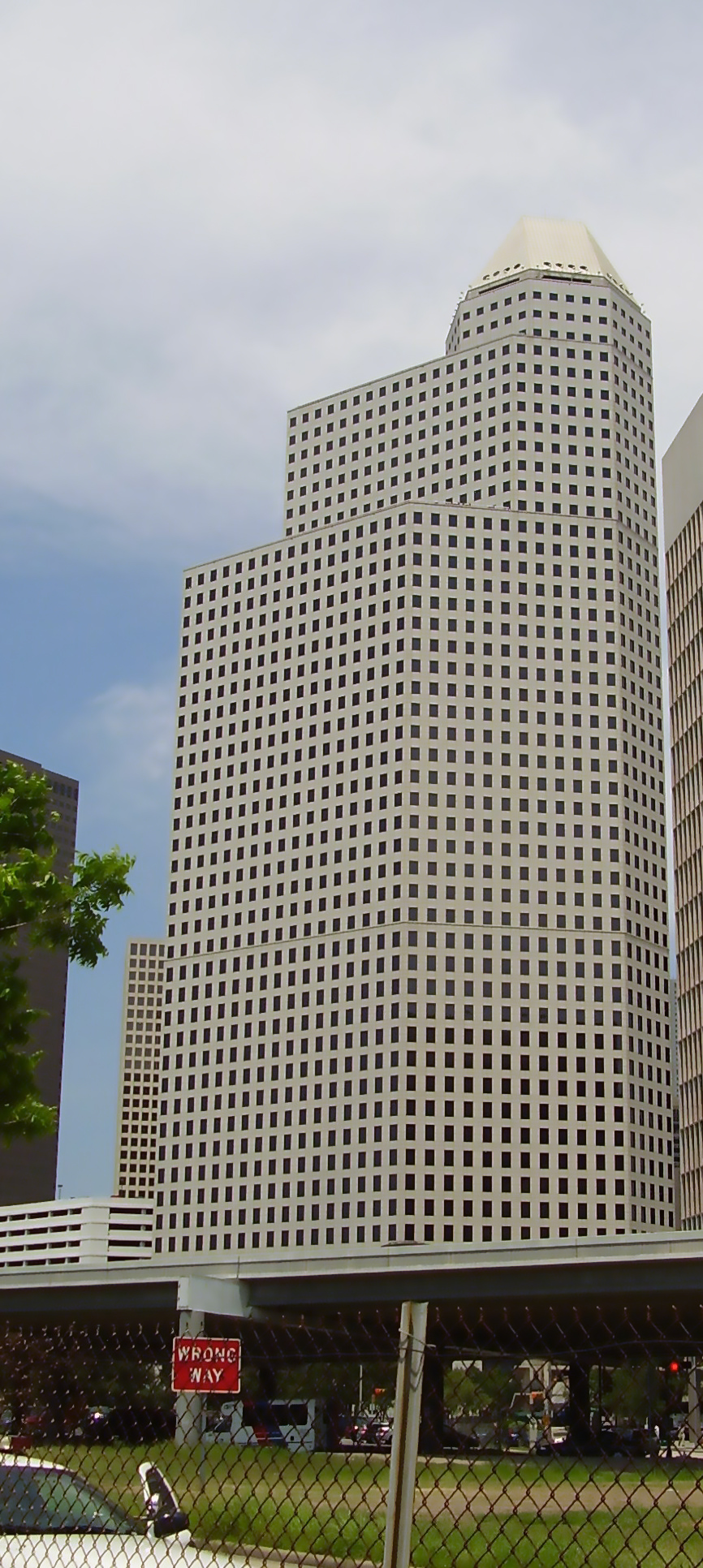
Continental Center I - コンチネンタル航空の旧本社 - ダウンタウン・ヒューストン

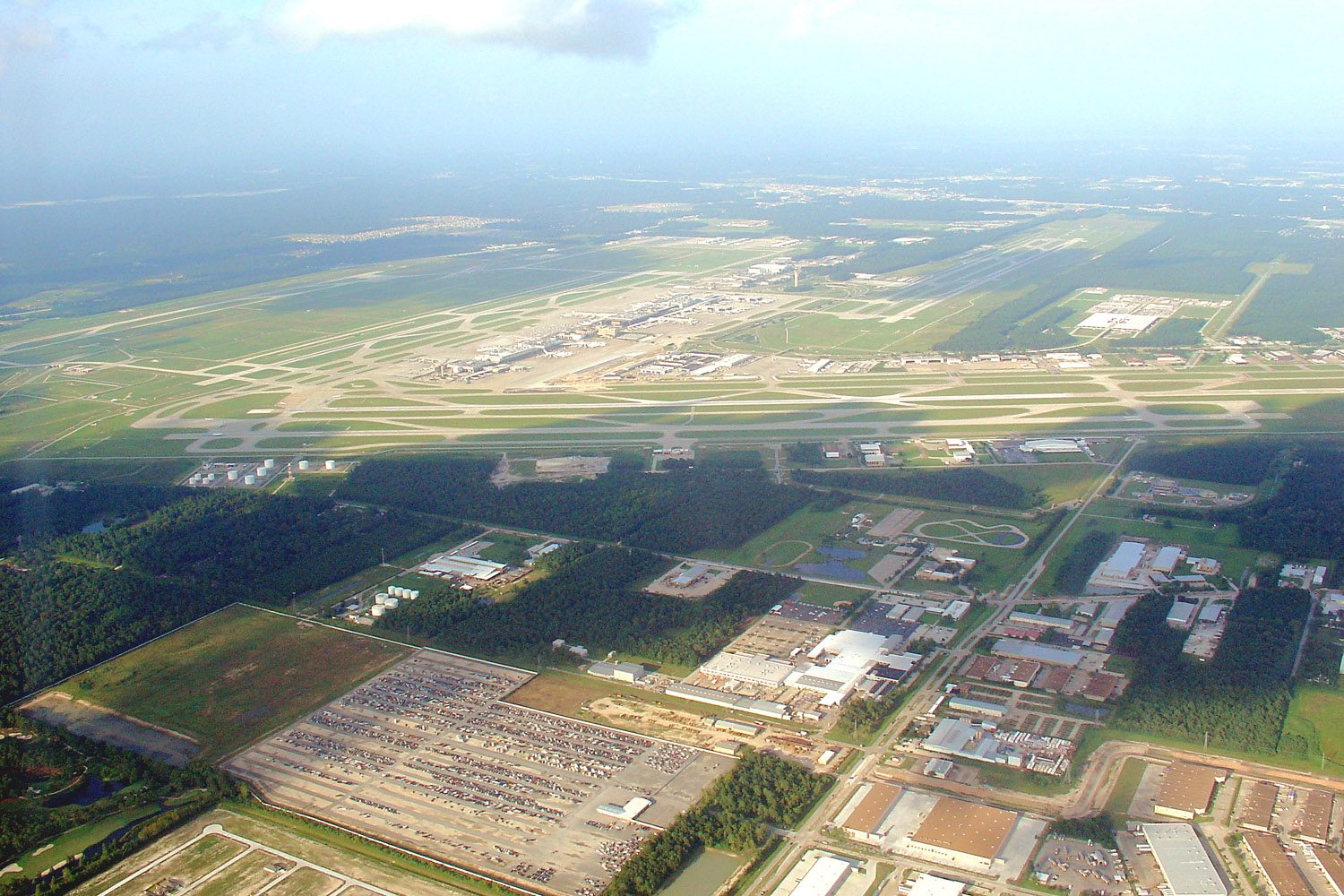
ハブ空港の一つ。ヒューストンのジョージ・ブッシュ・インターコンチネンタル空港

本部はアメリカ合衆国テキサス州ヒューストン市。国際線は、カナダ、中南米、欧州、日本、中国、香港、インドへ就航していた。
ヒューストン・ニューアーク（ニューヨーク）を拠点とした中米・カリブ海方面の路線に非常に強く、全米でも最大級の本数を運航していた。
本社・ハブ空港は共にヒューストンに置かれているが、ニューアーク国際空港もそれに次ぐ規模を持つ大型ハブ空港であった。これは、1987年にニューアークをハブとして東海岸路線に就航していたピープル・エキスプレスを買収した際に得た権利をそのまま引き継いだものである。
また、グアムをベースにハワイ、ポリネシア、ミクロネシア、オーストラリア、東南アジアを結んでいたミクロネシア航空を子会社化し、コンチネンタル・ミクロネシアとしてそれらの路線を運航していた。
2007年当時には、有償旅客マイルにおいて世界で4位の規模を誇っていた。統合時点でのキャッチコピーは"Work Hard, Fly Right."。
なお、ノースウエスト航空が出資していた関係もあり、スカイチームの前身のひとつであるKLM-ノースウエスト連合に参加していたことや（ウイングス・アライアンスを参照）、コードシェア便を運航するなど、同社との関係は特に深かった(ノースウエスト航空はコンチネンタル航空の議決権を左右する株式、通称・ゴールデンシェアを保有していたが2008年4月に同社はデルタ航空との合弁を発表し100ドルでその権利をコンチネンタル航空に売却した)。

### 社風
同社の特徴として、社内情報の徹底的な公開を行なっているという点が挙げられた。本社・支社および空港の同社事務所には、アメリカ国外も含めた全ての部署に「Go Forward Plan Board」と称される掲示板が設置されており、前日の定時到着率、搭乗率、手荷物の紛失件数、さらには社内の大きな出来事などが掲示されている。またエレベーターホールなどのように、待ち時間が生じるような箇所では、電光掲示板や液晶ディスプレイなどが設置されており、定時到着率・搭乗率・株価情報などが流されており、1分程度で同様の情報が得られるようになっている。これらの情報公開により、どの社員でも会社が現在どのような状況になっているかが分かるようになっている。また、社内伝達事項は毎日メールで送信されるほか、毎週金曜日には各社員の電話に会社についての情報をCEO自らメッセージを録音する「ボイスメール」というシステムも採用されている。これらのことから、同時多発テロ後のレイオフ（一時帰休）や賃金一部カットの際には、経営陣が考えていたよりも労働組合との交渉は順調だったという。
同社では部長職以上には個室が与えられるが、個室のドアは在席中は開けたままにしておくことになっている。これは1994年に同社社長に就任したゴードン・ベスーンが考えたことで、経営陣と社員のコミュニケーションを容易に図ることが出来るようにするためという。
特徴的な社内制度としては、後述する定時到着ボーナスのほか、無遅刻無欠勤の社員に対しては半年に一度、抽選でフォード・エクスプローラーの特別仕様車が贈呈されるというものがあった。

## 沿革

### 創業期

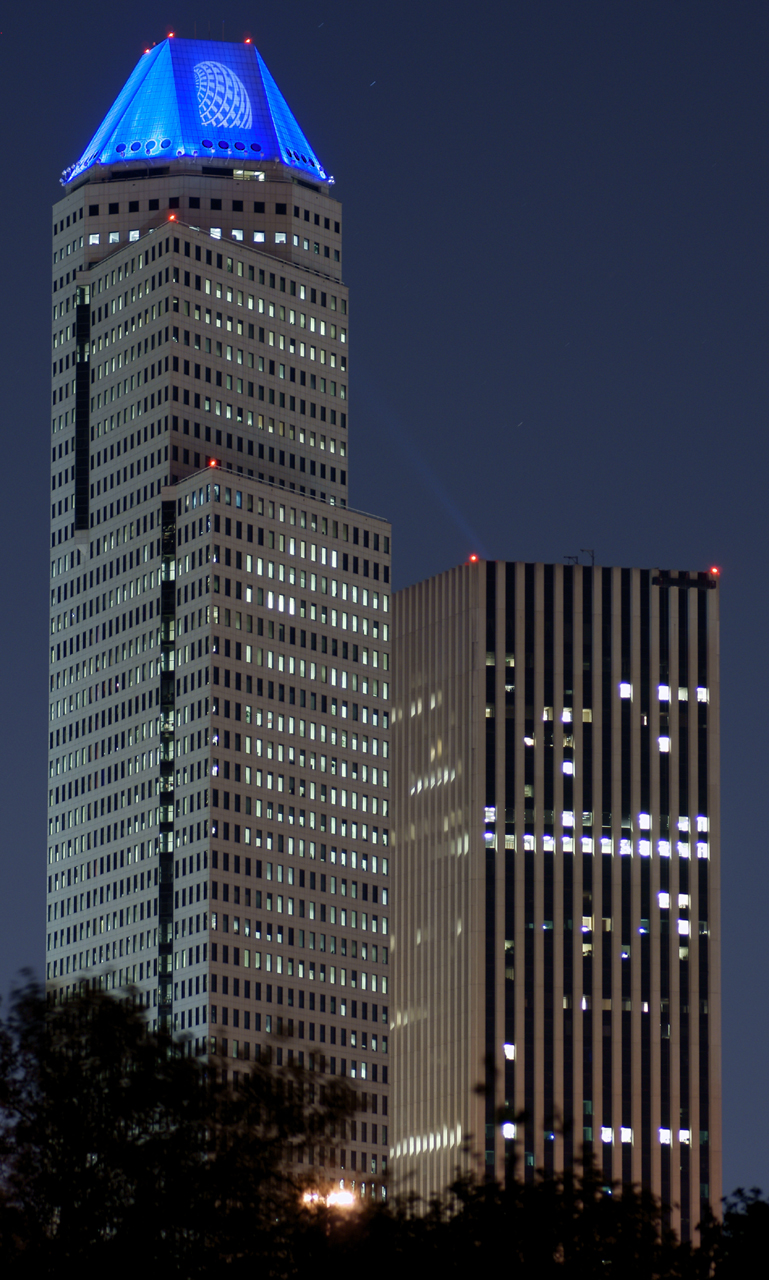
ヒューストンのコンチネンタルセンターⅠとKBRタワー

ウォルター・T・ヴァーニーとルイス・ミューラーによって、「Varney Speed Lines」として1934年に設立されたのが始まりである。1934年7月15日運航開始された時点では、テキサス州エルパソとコロラド州プエブロ、ニューメキシコ州アルバカーキ、サンタフェ、およびラスベガスを結ぶ路線であった。1937年7月1日に社名を「コンチネンタル航空」に変更し、同年10月には本社をエルパソからデンバーに移転した。
1953年12月10日にはパイオニア航空と合併、テキサス州とニューメキシコ州の16都市に新たに乗り入れた。1957年にはシカゴとロサンゼルスを結ぶ路線で「Gold Carpet Service」を開始した。1959年6月8日には、コンチネンタル航空初のジェット旅客機としてボーイング707-120の運航を開始。ボーイング707を週7日、1日16時間運航に充当するべく、当時としては革新的かつ進歩的なメンテナンスプログラムを導入している。

### 成長期

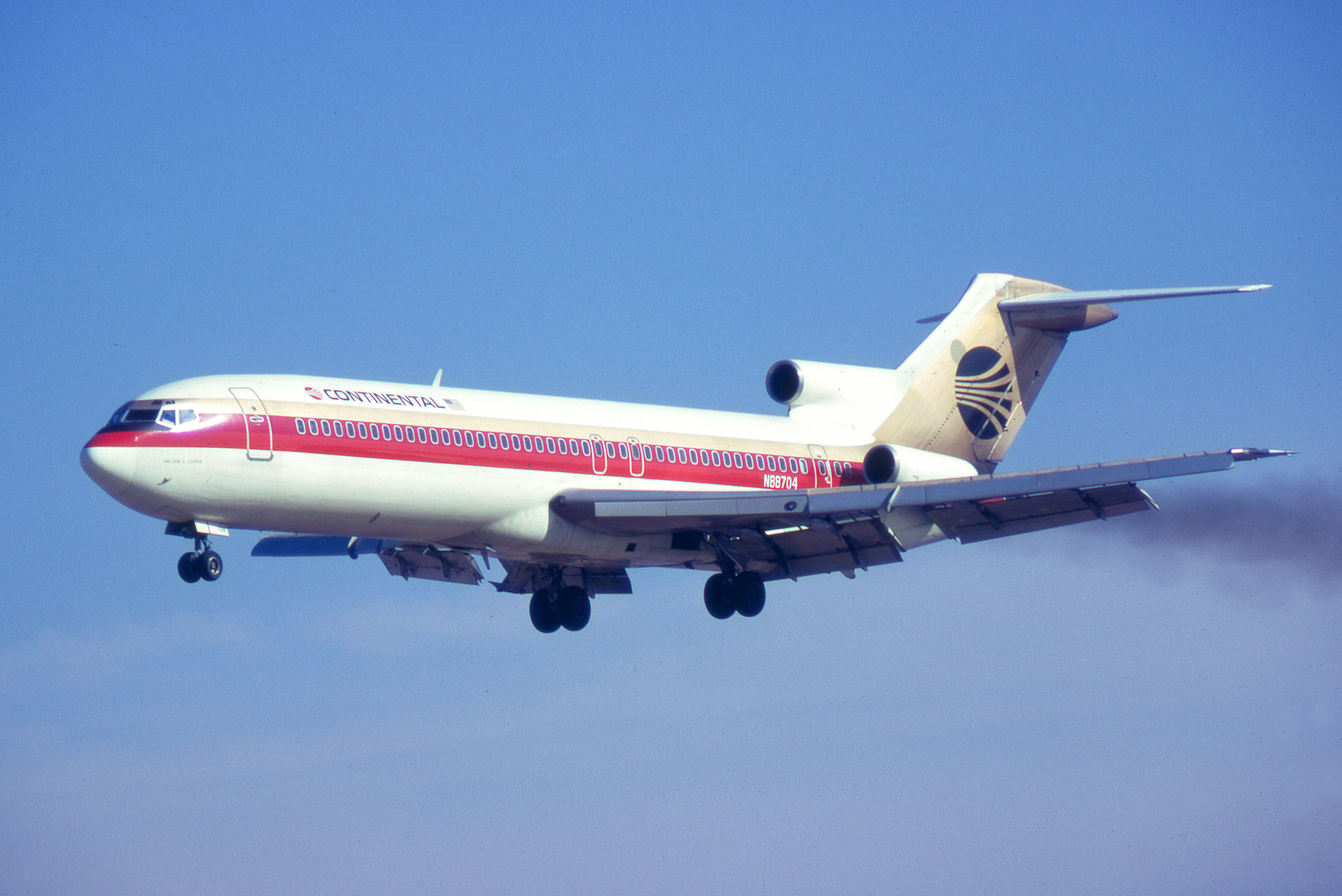
ボーイング727

1963年7月、本社をロサンゼルスに移転した。この時期、ベトナム戦争に赴く米軍の輸送にも関わっている。この時の太平洋の輸送経験を基にして、1968年にはミクロネシア航空としてミクロネシアの輸送に進出することになった。サイパンからホノルルまで、7つの島を経由しながら4000マイル以上の距離を結ぶ路線は、「Ju Ju」という愛称が付与されたボーイング727-100により運航された。同年には、金・赤・オレンジ色の3色となった新しいコーポレートアイデンティティを導入した。

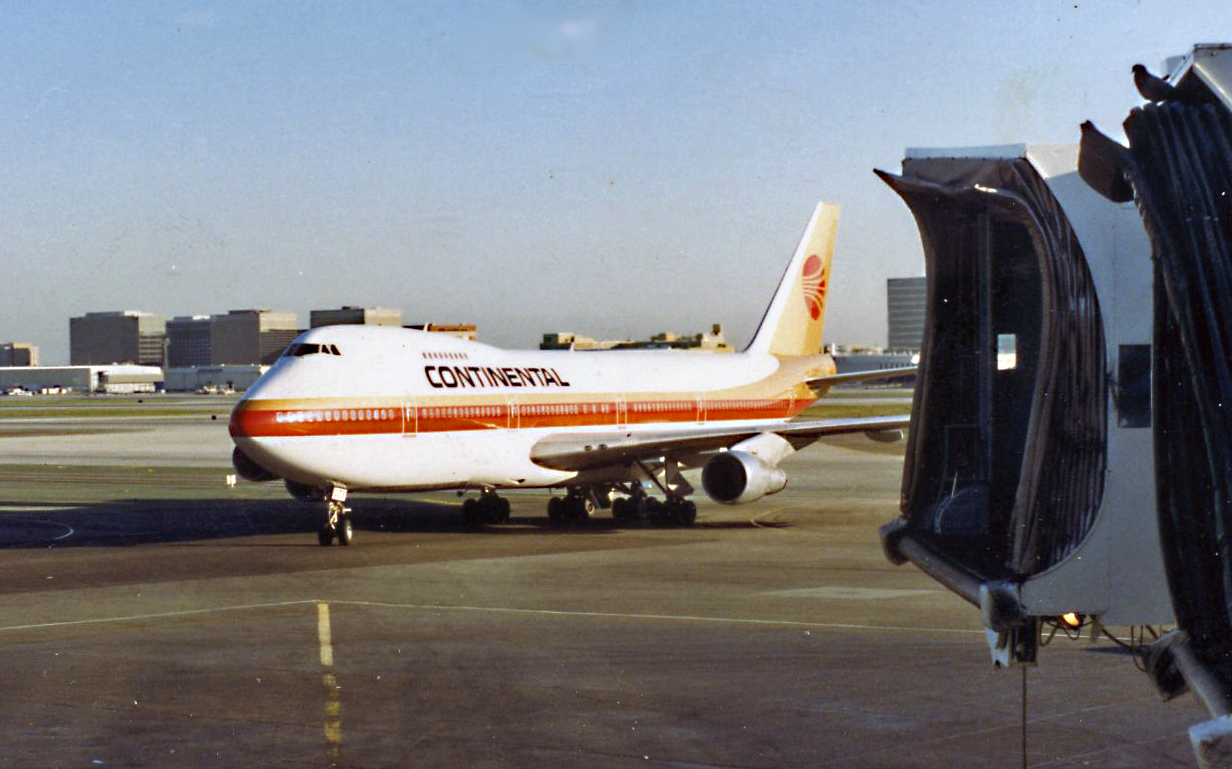
ボーイング747-224

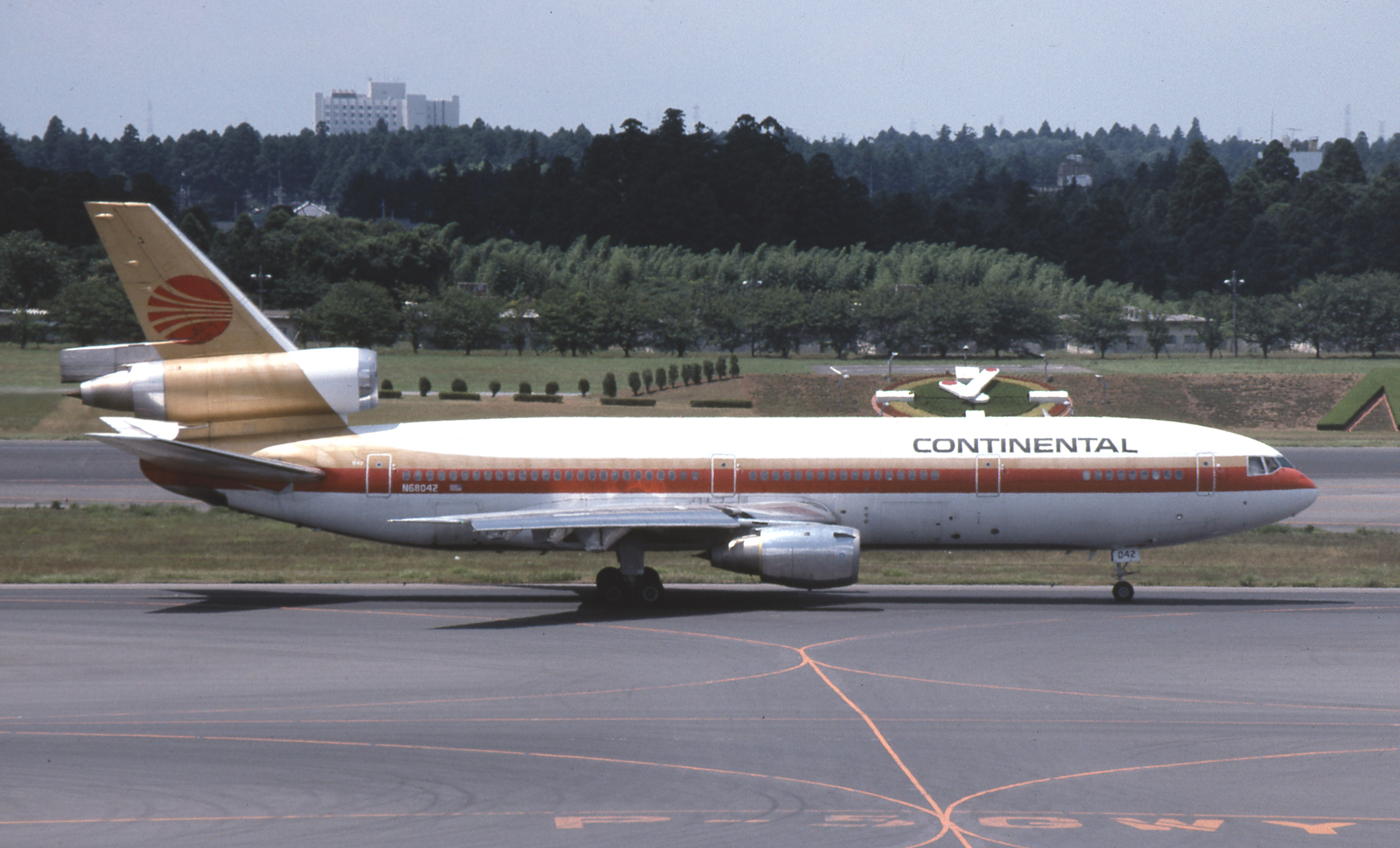
マクドネル・ダグラスDC-10

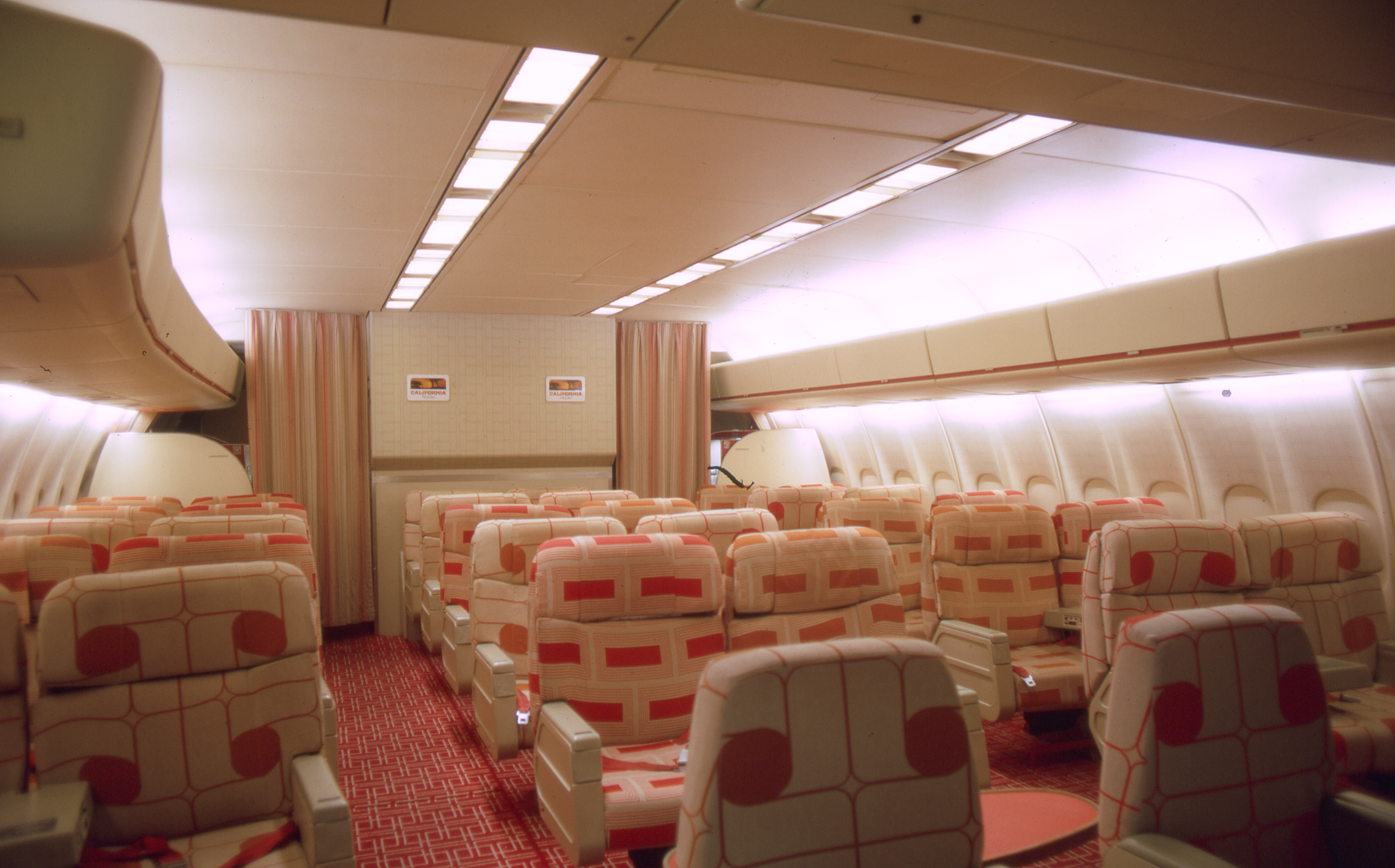
DC-10のファーストクラス

1969年9月9日からは、アメリカ本土とホノルルを結ぶ路線の運航を開始した。大型機材の導入も進められ、1970年6月26日にはボーイング747、1972年6月1日からはダグラスDC-10の運航を開始している。1976年8月には、ミクロネシア航空が日本とサイパンを結ぶ路線の運航を開始。翌年にはニュージーランドとオーストラリアへの路線を開設している。

### 規制緩和の荒波とロレンツォによる買収
しかし、ジミー・カーター政権が1978年に航空自由化政策（ディレギュレーション）の導入を行なってから、コンチネンタル航空は迷走の時期に入る。
1981年には単年度で1億ドルもの赤字を計上するなど、業績の悪化していたコンチネンタル航空は、実業家のフランク・ロレンツォに買収されることになった。当初、コンチネンタル航空側は買収を警戒しており、労働組合は従業員持ち株制度(ESOP)の制定を会社側に要求していた。また、社長のアルビン・フェルドマンは、民間航空委員会(CAB)に対してロレンツォの買収差し止めを訴えていた。これは、ロレンツォが業績が悪化していたテキサス・インターナショナル航空を買収した後、従業員の賃金を徹底的にカットし、従業員のリストラや不採算路線からの撤退も厭わない強引なコスト削減策を行い経営再建を行ったためであった。しかし、労働組合からのESOPを承認した翌日の1981年8月9日に、フェルドマンはロサンゼルス国際空港のコンチネンタル航空事務所で自殺してしまった。さらに追い討ちをかけるように、同年10月13日には、ロナルド・レーガン大統領が「今後政府およびCABは、航空会社の事業には一切口出しをしない。また、CABも近い将来解散させる」と表明した。これにより、コンチネンタル航空の抵抗は内外から崩れ、同年11月にロレンツォに買収された。
1982年10月31日にはテキサス・インターナショナル航空と合併し、本社もヒューストンに移転した。コンチネンタル航空の社長に就任したロレンツォは強引な手法を採った。1983年9月23日に連邦倒産法第11章（チャプター11）の適用を申請、コンチネンタル航空を破産させてしまったのである。全ての便の運航は停止され、12000人の従業員は全員解雇された。そして、ロレンツォは新たに4200人の再雇用を提案したが、給与水準は破産前の半分以下となり、これを了承した従業員だけを再雇用した。運航規模も76都市から25都市に削減された新生コンチネンタル航空が運航を再開したのは、破産からわずか3日後の9月27日からであった。

### 経営危機
1986年にはチャプター11の手続きを終了、1987年2月1日にはロレンツォが買収していたピープル・エキスプレス、フロンティア航空、ニューヨーク・エアを吸収合併し、アメリカで3番目に大きい規模の航空会社となった。また、これとは別に、ロレンツォはイースタン航空を買収している。
しかし、コンチネンタル航空の業績は一向に上がらなかった。旧コンチネンタル航空従業員は破産によるリストラや大幅な賃金カットを強要され受け入れざるを得なかったため士気が低かったこと、合併された航空会社3社もロレンツォの強引な手腕に対する不満から買収されることに反対だったことと、買収された上吸収合併により会社が消滅したことによりやはり士気が低かったこと、ロレンツォ以下経営陣が従業員に対し事あるごとにクビをちらつかせて賃上げの約束を反古にすることが常態化していたことなどにより生じた、深刻な労使対立がその大きな要因であった。社内でロレンツォがいかに憎まれていたかは、従業員の間で交わされた、「今目の前にサダム・フセイン、カザフィ、ロレンツォがいる。ピストルには2発の銃弾が入っている。3人のうち誰を生かすか？」「1発目はロレンツォに向けて撃つ。2発目はロレンツォの心臓を撃ち抜いて、確実に息の根を止める」といったブラックジョークが物語っている。労働組合との対立激化で身の危険を感じたロレンツォは、従業員からの復讐を防ぐため、厳重な警備装置が施されたCEO執務室に閉じこもり、自社の飛行機に乗る際も栓がすでに開けられた飲み物には全く手をつけなかったという。他の経営陣も従業員の復讐を防ぐため、執務室に籠った。
結局、1989年にイースタン航空が破産したこととに加えて自らの命の危険を考えたロレンツォは、1990年にコンチネンタル航空の株を全て売却すると共に、社長を辞任して航空業界から完全に手を引いた。しかし、同年12月に発生した湾岸戦争による燃料費の高騰はコンチネンタル航空の財政事情を直撃し、2度目のチャプター11適用申請となった。1991年2月12日には紺青色とグレーの新しいアイデンティティを制定、1992年10月には上級クラス「ビジネスファースト」の運用を開始するなど、再建への模索が続いたが、1994年までに経営陣が8回も交代したにもかかわらず経営状態は改善せず、1992年11月にはエア・カナダから4億5000万ドルの出資を受けることになった。
1993年4月には2度目のチャプター11の手続きを終了したものの、創業60周年を迎えた1994年時点で、コンチネンタル航空は2億400万ドルの赤字を計上しており、1985年から10年間、一度も利益を計上できなかった。これは、従業員の給与水準も業界平均から30%低い状態で、従業員の士気も低下する一方で、社員は仕事が終わると会社のバッジなどをすぐに外していたという。ロレンツォの代わりにやってきた経営陣も航空業界に明るいわけではなく、着任してもコスト削減と賃金カットを打ち出すばかりで経営は抜本的に改善されずにすぐに入れ替えられるという有様で、10年で9回も経営陣が変わっている。サウスウエスト航空に対抗して低価格戦略を実施すべく子会社CALight（後にコンチネンタル・ライトに改称）も設立されたが、同社は利益をあげられなかっただけでなく、コンチネンタル航空本体がフルサービスキャリアであるにもかかわらず「コンチネンタル」の名称を使用し、チケットをコンチネンタル本体のものと混ぜ込んで販売した結果、サービス低下と乗客との関係悪化の負の連鎖が"コンチネンタル"のブランドをさらに貶め、本体のコンチネンタル航空の顧客離れを加速させることとなった。
このような雇用者の負担をいたずらに増やすのみで業績を向上させることができなかった歴代経営陣のもと、従業員の会社に対する不信感は募る一方であった。それは日常の運航状況にも現れ、定時到着率はアメリカ大手航空会社10社中最下位、手荷物の紛失件数やアメリカ運輸省への苦情の多さは10社中トップであり、「目的地に時間通りに到着したいと思ったら、コンチネンタル航空だけは避けたほうがいい」とさえ言われていた。塗装費用削減のため、機材の半分は合併前の各航空会社時代のままであり、その大半は手入れもされず塗装のはげが進行していた他、座席も交換費用削減のため、破損すればとりあえずガムテープで塞いで使用禁止にするだけと荒廃が進行。旅行代理店へ支払う手数料のカットを行ったため、旅行代理店からも「他の航空会社の便が全て満席等の、選択肢が他にない限りコンチネンタル航空の航空券は使わない」と言われた。会計士や弁護士らによる費用便益分析により、それまで高い評価を受けていたマイレージサービス制度やファーストクラスも次々と廃止され、顧客の怒りを買った。
株価は3ドル25セントまで下がっており、もはや3度目の倒産は時間の問題とさえ思われていたのである。

### 奇跡的な業績回復

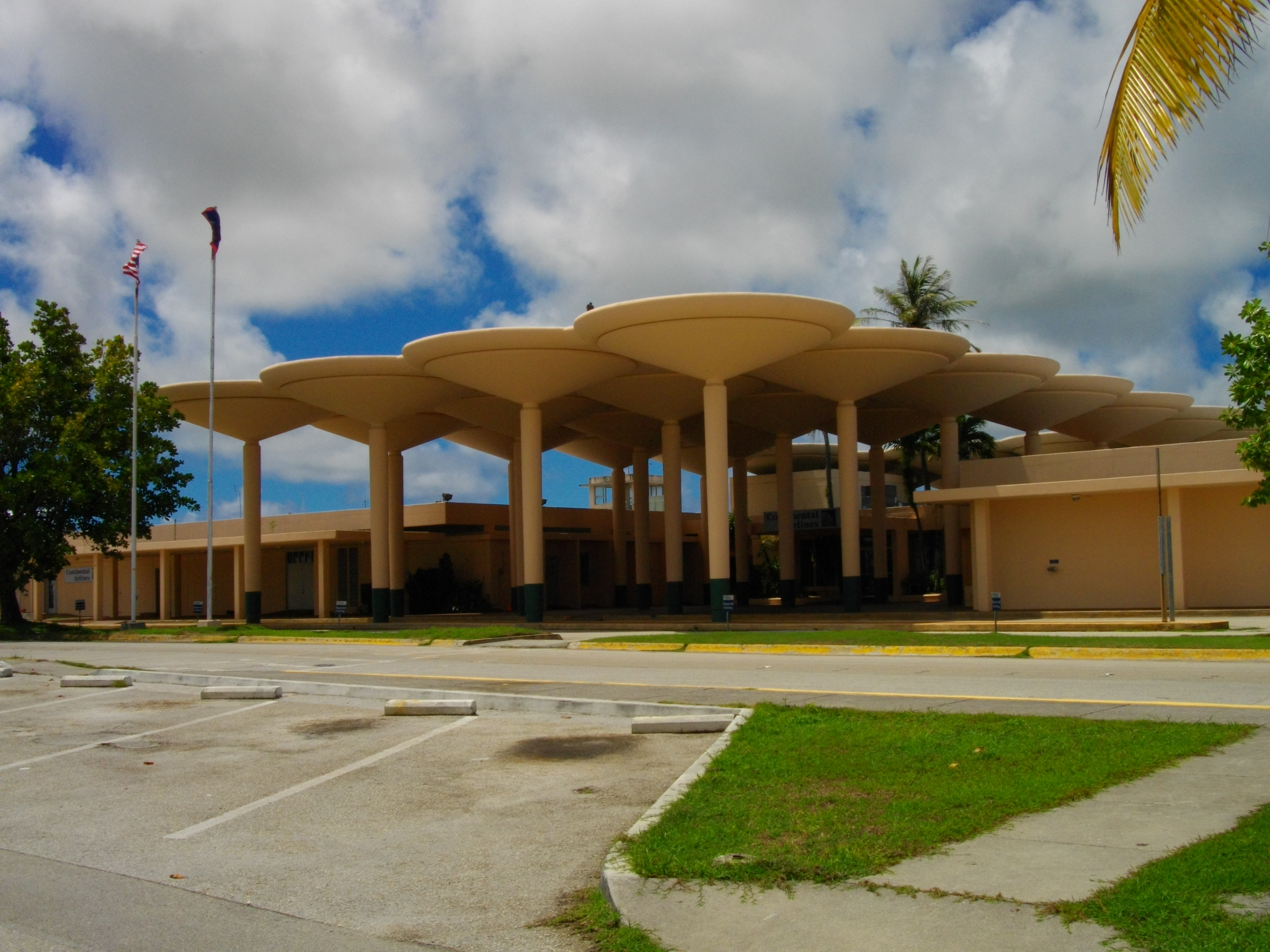
グアム国際空港旧ターミナルビル - コンチネンタル・ミクロネシアの本部

このような状況の中、コンチネンタル航空の再建のために招聘されたのが、かつてピードモント航空にいたゴードン・ベスーンである。
1994年2月にベスーンが社長兼COO（最高執行責任者）に着任して4ヶ月後、ユナイテッド航空からベスーンの引き抜きの話が持ち上がる。それを知ったコンチネンタル航空は引き抜き阻止のため大幅な昇給を提示したほか、一部従業員の懇願によりベスーンは引き抜きを拒否し、コンチネンタル航空に残った。ベスーンは経営再建に乗り出すが、当時のCEO（最高経営責任者）が経営権を持っていたことと、改革を行う気力がなかったため、上記の引き抜き阻止交渉の際に権限付与を要求。これにより運航スケジュールとマーケティング、運賃設定に関する権限をもらうことができた。しかしそれでも社内環境が悪かったため、なかなか改革は進まなかった。
同年10月下旬、取締役会によりCEOの解任が決定。しかしすぐに解任したら市場に悪影響が出るため、CEOに6ヶ月の休暇を取らせてその間に後任を決めるとの結論に至り、その間CEO代理にベスーンを指名した。しかしCEOの反対もあって後日再度取締役会を開くことになった。その間、ベスーンは下記のような再建計画を作成し、取締役会までに間に合わせた。取締役会が「CEOを置かない」との方針を打ち出したためごたついたものの、ベスーンの説得により取締役会はCEOにベスーンを指名。同年12月に社長兼CEOに着任したベスーンは、次々と改革を断行していった。
ベスーンが策定した再建計画は「Go-Forward plan(前進計画)」と称し、以下のような4つの方針を決めていた。
- Fly To Win…市場の要求に応えた商品を作る
- Fund The Future…コストをコントロールすることで利益を計上する
- Make Reliability a Reality…商品の信頼性を高める
- Working Together…従業員を大切に扱い、安心して仕事が出来る環境を作る

ベスーンや、再建に関わった鶴田国昭は、これは「経営再建の秘策」などというものではなく、誰もが当然のことと考えることを実行しただけであると述べている。
その詳細は以下の通り。
- ファーストクラス及びマイレージサービス制度の復元
- 旅行代理店へ支払う手数料のカットの廃止
- 保有機の短期間での新塗装への塗り替え。
- 月1回、従業員による役員室見学を実施。
- 週1回のカジュアルデーの実施。
- マニュアルの撤廃と、ガイドラインの策定。
- 従業員と役員との対話集会の実施

財務システムの改善
コンチネンタル航空には当時業界最大の財務システムが存在していたが、それ自体杜撰なものであったため、1994年の投資額は4億ドルほどあったにもかかわらず、その行方がわからなくなっていたという。財務担当のグレッグ・ブレネマンは「何かが変わらない限り、1995年1月に資金が枯渇する」とベスーンに伝えたという。そのため、以下の改善策を実施した。
- GEキャピタルを始めとした大口債権者に更なる支援と返済期限の延長を要請。
- 座席が過剰なうえボーイング機材と異なる整備が必要でリース料が高いエアバスA300のリース契約の終了のため、コンチネンタル航空が新たなリース先を探して操縦や整備の支援も行い、リース会社とのトラブルを回避して円満に契約終了をさせる。
- 財務システムを正確な数字が出せて信頼性の高いものへの交換。
- ボーイングに対し航空機発注のキャンセルと手付金の返還を要請し、手付金の半分の2900万ドルの返却に合意。
- CALightやサウスウエスト航空との価格競争からの撤退。
- ロサンゼルスの整備施設および上記のA300の部品を置いていたグリーンズボロ空港の閉鎖。

これらの改善策により、当初は撤退を考えていた路線の収益性が極めて高いことが判明するなど、経営方針の策定に貢献することとなった。
定時到着ボーナス
1995年1月に定時到着ボーナス制度の導入を発表した。これは、アメリカ運輸省が公表する定時到着率において、5位以内に入った場合は、全社員に65ドルのボーナスを支給するというものであった。65ドルという金額の根拠は、定時に到着できなかった場合の追加出費が500万ドルに達しており、その半分の250万ドルを社員数で割った場合の金額が、1人当たり65ドルであったからという。これによって、定時到着率の向上により追加出費が減少すれば、その分だけコストを抑えられると判断したものである。
制度導入後、1994年1月に61%だった定時到着率は、1995年1月には71%、順位にして7位に向上し、1995年2月には4位となった。その後、1996年からは、3位以内に入った場合に変更すると同時に、1位になった場合は100ドルのボーナスを支給する内容に改めた。さらに、1997年からは、定時到着率が80%以上となった場合は、順位に関係なく65ドルのボーナスが支給されることになった。
これにより、商品の信頼性を高めるだけでなく、経営陣に対する従業員の信頼も向上することになった。
なお、1995年7月には従業員の給与水準も元の水準に戻されている。
これらの施策により、コンチネンタル航空の業績は次第に回復してゆくことになった。1995年12月には、10年ぶりに2億2400万ドルの利益を計上したが、これは会社創立以来最高額の利益であったという。株価も1995年1月時点では6ドル50セントであったものが、同年12月には47ドル50セントとなった。1996年にはアメリカの航空雑誌「Air Transport World」が主催する賞である「Airline of the Year」を受賞。1997年には6億4千万ドルの利益を計上した。
再建が軌道に乗った1996年には、騒音規制に対応する方策として、3年間で保有機材の6割を新機材に置き換え、1999年には同社の航空機の平均使用年数は7.4年となった。この結果、アメリカ同時多発テロ事件の発生後の燃料費高騰にも、損失を少なく抑えることができたという。

### 他社との提携

#### ノースウエスト航空との提携
ノースウエスト航空が出資していた関係もあり、スカイチームの前身のひとつであるKLM-ノースウエスト連合に参加していたことや、コードシェア便を運航するなど、同社との関係は特に深かった。
1998年1月、デルタ航空とノースウエスト航空から買収提案を受けた。デルタ航空の提案が合併で従業員のことを気に掛けない姿勢だったのに対し、ノースウエスト航空の提案は資本・業務提携で従業員にも敬意を払う姿勢だったことから、ノースウエスト航空の資本を受け入れることで合意となった。この時、デルタ航空のCEOは「従業員？たかが従業員でこの話が壊れたのか？」と驚きを隠せなかったという。
ノースウエスト航空はコンチネンタル航空の議決権を左右する株式、通称・ゴールデンシェアを保有していたが、2008年4月に同社はデルタ航空との合弁を発表し、100ドルでその権利をコンチネンタル航空に売却した。

#### ユナイテッド航空との提携、合併

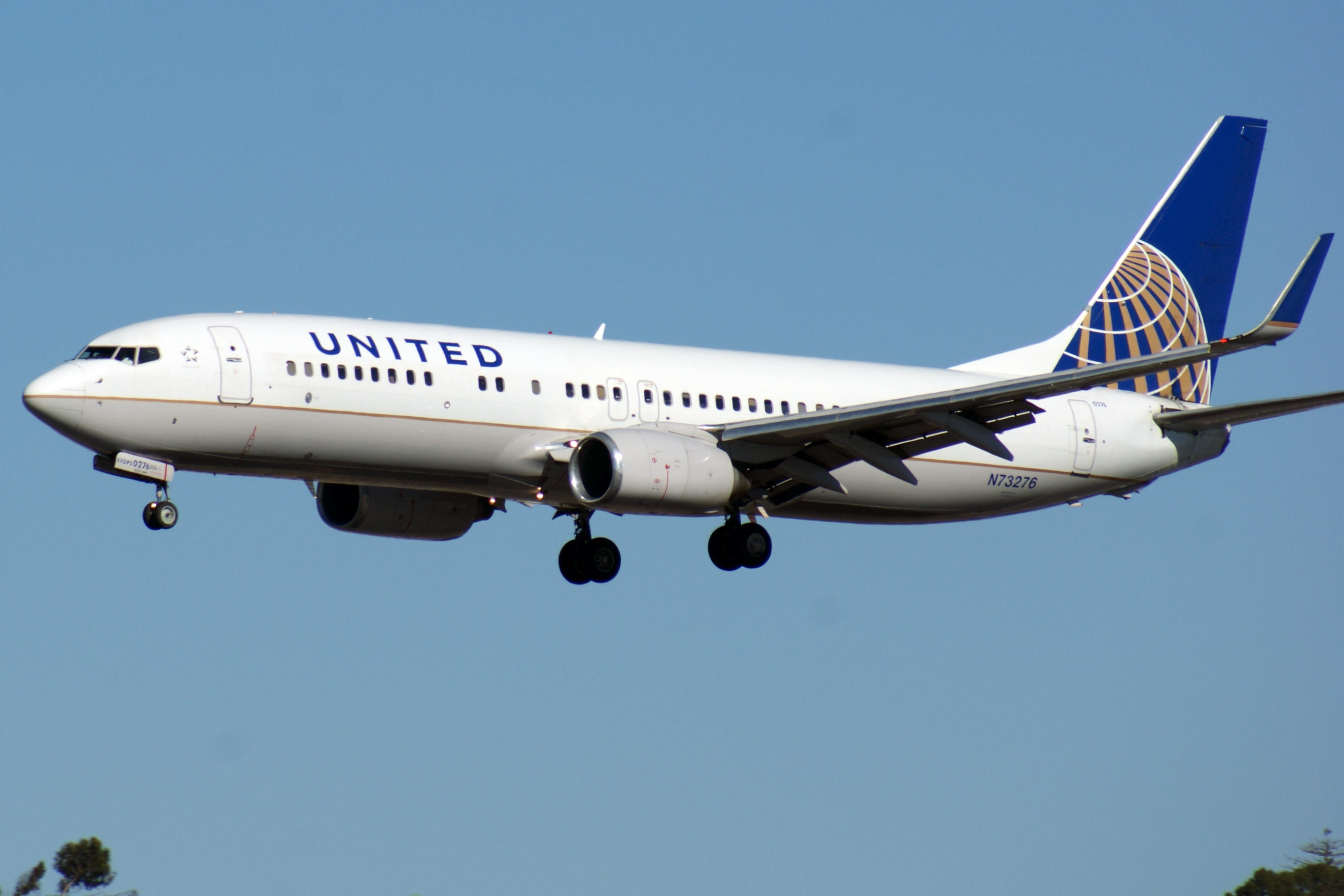
コンチネンタル航空の塗装を踏襲した経営統合後のユナイテッド航空塗装

ノースウエスト航空がデルタ航空に吸収合併されることが決定したことを受け、2008年6月19日、ユナイテッド航空とアメリカ国内での共同運航をはじめ広範な業務提携を結ぶことで合意したと発表した。これによりスカイチームから離脱し、スターアライアンスへ加盟することを目指す計画であることも併せて発表された。
2009年10月24日の最終フライトを以てスカイチームから脱退、2009年10月27日にスターアライアンスに加入した。
2009年11月1日に成田国際空港のターミナルもスカイチーム加盟航空会社が集結する第1ターミナル北ウィングからスターアライアンス加盟航空会社が集結する第1ターミナル南ウィングに移転。
2010年5月2日、提携していたユナイテッド航空と合併することを取締役会で決定した。2010年8月27日、アメリカ合衆国司法省より承認され、2010年10月1日にコンチネンタル航空は持株会社United Continental Holdings Inc.の傘下に入り、ユナイテッド航空と経営統合された。。当面、運航は別々に行われたが、最終的に新会社名はユナイテッド航空となり、コンチネンタル航空の名称は消滅した。ただし、合併の特設サイト  によれば、あくまでも対等合併(merger of equals)であり、合併後は従来のコンチネンタル航空のロゴマーク・機体デザインで名前を「ユナイテッド航空」にし、統合会社のCEOもコンチネンタル航空出身のジェフ・スマイゼックが就任した。。
2010年12月22日、グアムを拠点としていたコンチネンタル・ミクロネシアを統合した。
2012年3月3日、システム統合が完了し、便名もすべてユナイテッド航空へ統合された。

## 就航都市（グループ会社含む）
| コンチネンタル航空（グループ会社含む）就航都市                 | コンチネンタル航空（グループ会社含む）就航都市 | コンチネンタル航空（グループ会社含む）就航都市 | コンチネンタル航空（グループ会社含む）就航都市 | コンチネンタル航空（グループ会社含む）就航都市 |
| -------------------------------------------------------------- | ---------------------------------------------- | ---------------------------------------------- | ---------------------------------------------- | ---------------------------------------------- |
| 北アメリカ                                                     |                                                |                                                |                                                |                                                |
| アメリカ合衆国                                                 |                                                |                                                |                                                |                                                |
| オールバニ空港(NY)                                             | アルバカーキ                                   | アレクサンドリア                               | アレンタウン                                   |                                                |
| アマリロ                                                       | アンカレッジ                                   | アシュビル                                     | アトランタ                                     |                                                |
| オースティン                                                   | ボルチモア                                     | バトンルージュ                                 | バーミンハム                                   |                                                |
| ボストン                                                       | ブラウンズビル                                 | バッファロー国際空港(NY)                       | バーリントン                                   |                                                |
| チャールストン(SC)                                             | チャールストン(WV)                             | シャーロット                                   | シカゴ                                         |                                                |
| シンシナティ                                                   | クリーブランド                                 | コロラドスプリングス                           | コロンビア                                     |                                                |
| コロンバス                                                     | コーパスクリスティ                             | ダラス(フォートワース/ラブフィールド)          | デイトン                                       |                                                |
| デンバー                                                       | デモイン                                       | デトロイト                                     | デュランゴ                                     |                                                |
| エルパソ                                                       | フォートローダーデール                         | フォートマイヤーズ                             | フォート ウォルトン ビーチ                     |                                                |
| グランドラピッズ (ミシガン州)                                  | グリーンズボロ (ノースカロライナ州)            | ハリスバーグ                                   | ハートフォード                                 |                                                |
| スティームボートスプリングス                                   | ホノルル                                       | ヒューストン                                   | ハンツビル                                     |                                                |
| インディアナポリス                                             | ジャクソン                                     | ジャクソンビル                                 | カンザスシティ                                 |                                                |
| ノックスビル                                                   | ラファイエット                                 | レイクチャールズ                               | ラレド                                         |                                                |
| ラスベガス                                                     | レシキントン                                   | リトルロック                                   | ロスアンゼルス                                 |                                                |
| ルイビル                                                       | ラボック                                       | マディソン (ウィスコンシン州)                  | マンチェスター                                 |                                                |
| マーサズ・ヴィニヤード                                         | マウイ島                                       | マッカレン                                     | メンフィス                                     |                                                |
| マイアミ                                                       | ミッドランド                                   | ミルウォーキー                                 | ミネアポリス                                   |                                                |
| モービル                                                       | モンロー                                       | モントローズ                                   | マートルビーチ                                 |                                                |
| ナッシュビル                                                   | ニューオーリンズ                               | ラガーディア空港(NY)                           | ニューアーク空港(NY)                           |                                                |
| ノーフォーク                                                   | ノースウェスト・アーカンソー空港               | オクラホマシティ                               | オマハ                                         |                                                |
| オンタリオ                                                     | オレンジカウンティ                             | オーランド                                     | ペンサコーラ                                   |                                                |
| フィラデルフィア                                               | フェニックス                                   | ピッツバーグ                                   | ポートランド(メイン州)                         |                                                |
| ポートランド(オレゴン州)                                       | プロビデンス                                   | モリスビル                                     | リッチモンド                                   |                                                |
| ロチェスター                                                   | サクラメント                                   | ソルトレイクシティ                             | サンアントニオ                                 |                                                |
| サンディエゴ                                                   | サンフランシスコ                               | サンノゼ                                       | サバンナ                                       |                                                |
| シアトル                                                       | シュリーブポート                               | セントルイス                                   | シラキュース・ハンコック空港(NY)               |                                                |
| タンパ                                                         | ツーソン                                       | タルサ                                         | ヴェイル                                       |                                                |
| ロナルド・レーガン・ワシントン・ナショナル空港(ワシントンD.C.) | ワシントン・ダレス国際空港(ワシントンD.C.)     | ウェストパームビーチ                           | ウィチタ                                       |                                                |
| カナダ                                                         | カルガリー                                     | エドモントン                                   | ハリファックス                                 | モンクトン                                     |
| カナダ                                                         | モントリオール                                 | オタワ                                         | ケベック                                       | セントジョーンズ                               |
| カナダ                                                         | トロント                                       | バンクーバー                                   |                                                |                                                |
| メキシコ                                                       | アカプルコ                                     | アグアスカリエンテス                           | カンクン                                       | チワワ                                         |
| メキシコ                                                       | シウダード デル カルメン                       | コスメル                                       | ドゥランゴ                                     | グアダラハラ                                   |
| メキシコ                                                       | ワタルコ                                       | イスタパ                                       | レオン                                         | マンサニョ                                     |
| メキシコ                                                       | マサトラン                                     | メリダ                                         | メキシコシティ                                 | モンテレイ                                     |
| メキシコ                                                       | モレリア                                       | オアハカ                                       | プエブラ                                       | プエルト・バヤルタ                             |
| メキシコ                                                       | ケレタロ                                       | サルティーヨ                                   | サンホセデルカボ                               | サン・ルイス・ポトシ                           |
| メキシコ                                                       | タンピコ                                       | トルーカ                                       | トレオン                                       | ベラクルス                                     |
| メキシコ                                                       | ビヤエルモサ                                   |                                                |                                                |                                                |
| 中央アメリカ                                                   |                                                |                                                |                                                |                                                |
| アンティグア・バーブーダ                                       | セントジョンズ                                 |                                                |                                                |                                                |
| アルバ                                                         | オラニエスタッド                               |                                                |                                                |                                                |
| バハマ                                                         | ナッソー                                       |                                                |                                                |                                                |
| ベリーズ                                                       | ベリーズシティ                                 |                                                |                                                |                                                |
| バミューダ                                                     | ハミルトン (バミューダ)                        |                                                |                                                |                                                |
| ケイマン諸島                                                   | グランドケイマン                               |                                                |                                                |                                                |
| コスタリカ                                                     | リベリア                                       | サンホセ                                       |                                                |                                                |
| ドミニカ共和国                                                 | プエルト・プラタ                               | プンタカーナ                                   | サントドミンゴ                                 |                                                |
| エルサルバドル                                                 | サルサルバドル                                 |                                                |                                                |                                                |
| ジャマイカ                                                     | モンテゴ・ベイ                                 |                                                |                                                |                                                |
| オランダ領アンティル                                           | ボネール                                       | セント・マーチン                               | ウィレムスタッド                               |                                                |
| ニカラグア                                                     | マナグア                                       |                                                |                                                |                                                |
| パナマ                                                         | パナマ市                                       |                                                |                                                |                                                |
| プエルトリコ                                                   | アグアディーヤ                                 | サンファン                                     |                                                |                                                |
| トリニダード・トバゴ                                           | ポートオブスペイン                             |                                                |                                                |                                                |
| アメリカ領ヴァージン諸島                                       | セント・トーマス島                             |                                                |                                                |                                                |
| 南アメリカ                                                     |                                                |                                                |                                                |                                                |
| アルゼンチン                                                   | ブエノスアイレス                               |                                                |                                                |                                                |
| ブラジル                                                       | リオデジャネイロ                               | サンパウロ                                     |                                                |                                                |
| コロンビア                                                     | ボゴタ                                         |                                                |                                                |                                                |
| エクアドル                                                     | キト                                           |                                                |                                                |                                                |
| ペルー                                                         | リマ                                           |                                                |                                                |                                                |
| ベネズエラ                                                     | カラカス                                       |                                                |                                                |                                                |
| ヨーロッパ                                                     |                                                |                                                |                                                |                                                |
| アイルランド                                                   | ダブリン                                       | シャノン                                       |                                                |                                                |
| イタリア                                                       | ミラノ                                         | ローマ                                         |                                                |                                                |
| イギリス                                                       | ベルファスト                                   | バーミンガム                                   | ブリストル                                     | エディンバラ                                   |
| イギリス                                                       | グラスゴー                                     | ロンドン                                       | マンチェスター                                 |                                                |
| オランダ                                                       | アムステルダム                                 |                                                |                                                |                                                |
| ギリシャ                                                       | アテネ                                         |                                                |                                                |                                                |
| スイス                                                         | ジュネーヴ                                     | チューリヒ                                     |                                                |                                                |
| スウェーデン                                                   | ストックホルム                                 |                                                |                                                |                                                |
| スペイン                                                       | マドリード                                     | バルセロナ                                     |                                                |                                                |
| デンマーク                                                     | コペンハーゲン                                 |                                                |                                                |                                                |
| ドイツ                                                         | フランクフルト                                 | ベルリン                                       | ハンブルク                                     |                                                |
| ノルウェー                                                     | オスロ                                         |                                                |                                                |                                                |
| フランス                                                       | パリ                                           |                                                |                                                |                                                |
| ベルギー                                                       | ブリュッセル                                   |                                                |                                                |                                                |
| ポルトガル                                                     | リスボン                                       |                                                |                                                |                                                |
| アジア                                                         |                                                |                                                |                                                |                                                |
| インド                                                         | デリー                                         | ムンバイ                                       |                                                |                                                |
| 中国                                                           | 北京                                           | 上海                                           |                                                |                                                |
| 香港                                                           | 香港                                           |                                                |                                                |                                                |
| 日本                                                           | 東京/成田                                      | 大阪/関西                                      | 名古屋/中部                                    | 札幌/新千歳                                    |
| 日本                                                           | 仙台                                           | 新潟                                           | 岡山                                           | 広島                                           |
| 日本                                                           | 福岡                                           |                                                |                                                |                                                |
| フィリピン                                                     | マニラ                                         |                                                |                                                |                                                |
| イスラエル                                                     | テルアビブ                                     |                                                |                                                |                                                |
| オセアニア                                                     |                                                |                                                |                                                |                                                |
| オーストラリア                                                 | ケアンズ                                       |                                                |                                                |                                                |
| 北マリアナ諸島                                                 | サイパン                                       |                                                |                                                |                                                |
| グアム                                                         | グアム                                         |                                                |                                                |                                                |
| パラオ                                                         | コロール                                       |                                                |                                                |                                                |
| マーシャル諸島                                                 | マジュロ                                       | クェリゼン                                     |                                                |                                                |
| ミクロネシア連邦                                               | コスラエ                                       | ポンペイ島                                     | チューク諸島                                   | ヤップ島                                       |

### 日本就航路線

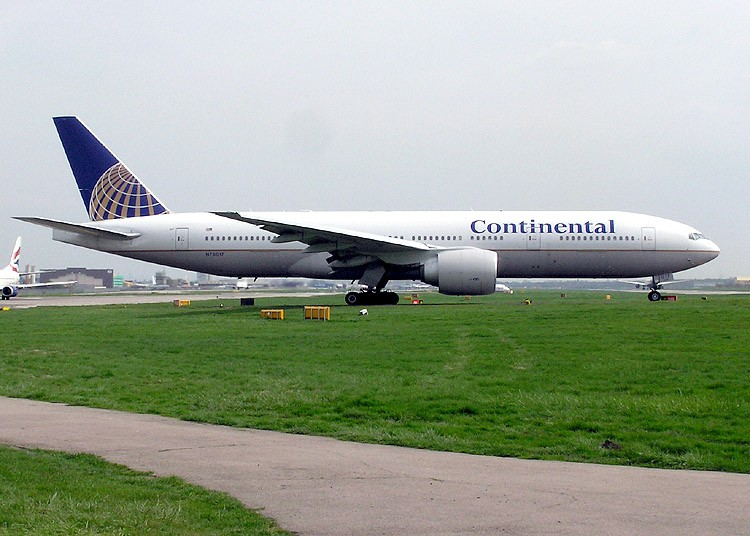
ボーイング777-200ER型機

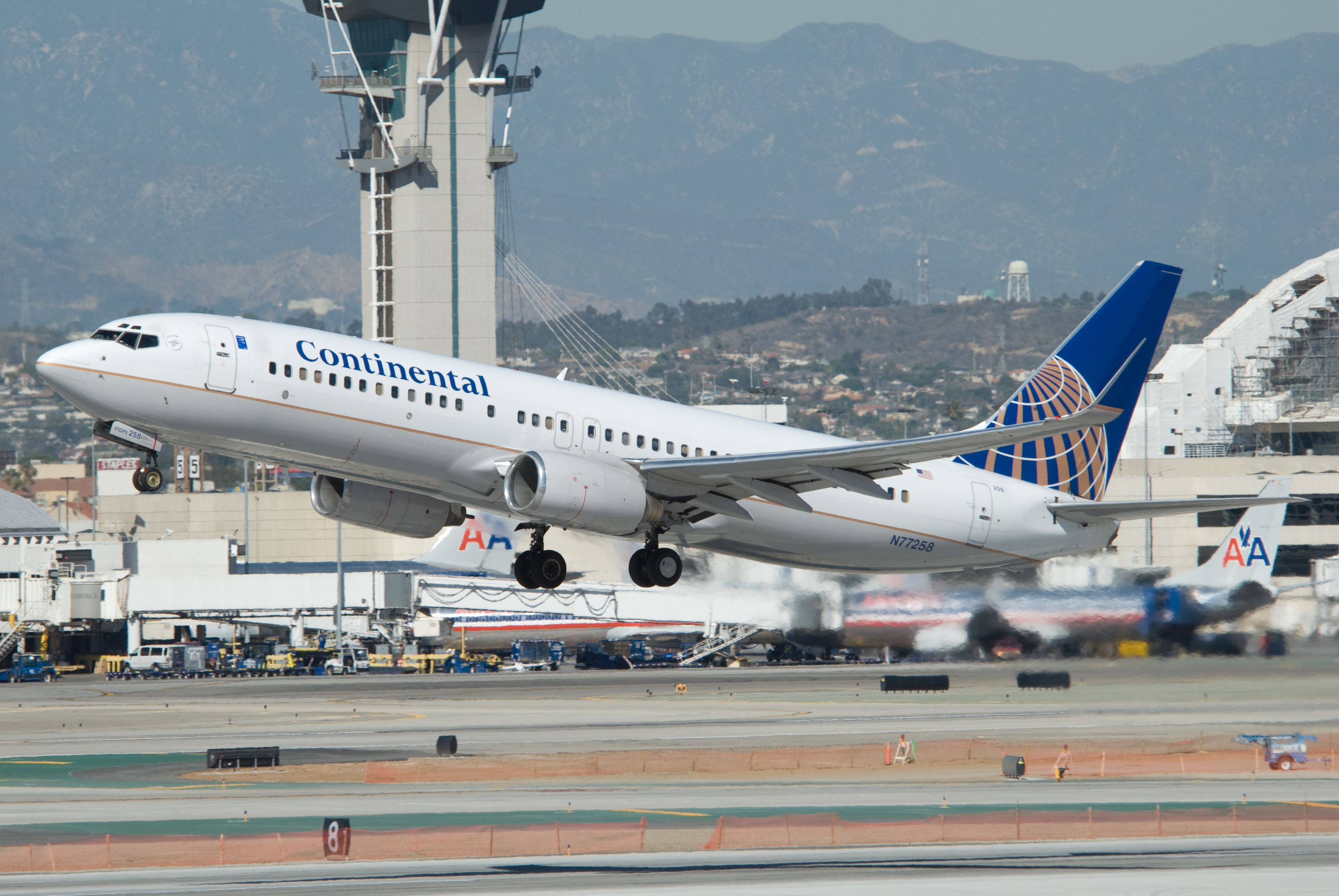
ボーイング737-800型機

- 東京/成田 - ヒューストン（週7便）
- 東京/成田 - ニューアーク（週7便）
- 東京/成田 - グアム（週21便）
- 東京/成田 - 香港（週14便）
- 大阪/関西 - グアム（週14便）
- 名古屋/中部 - グアム（週14便）
- 札幌/新千歳 - グアム（週2便）
- 仙台 - グアム（週4便）
- 新潟 - グアム（週2便）
- 岡山 - グアム（週2便）
- 広島 - グアム（週2便）
- 福岡 - グアム（週7便）

#### 日本線への運航機材
成田発のコンチネンタル航空の運航機材は成田-ヒューストン、ニューアークへはB777-200ERで運航。グアム方面のミクロネシア線の成田発着はB767-400ERおよびB737-800で運航。成田-香港線と関西、中部、新千歳、仙台、新潟、岡山、広島、福岡の路線はB737-800で運航していた、現在はユナイテッド航空として運航されている。

## 関連会社
- コンチネンタル・ミクロネシア（2010年12月22日、コンチネンタル航空へ統合）
- コンチネンタル・コネクション
- コンチネンタル・エクスプレス

## サービス

### ワンパス（OnePass）
コンチネンタル航空のマイレージサービスであった。加算マイルの有効期限はない。かつては米系航空会社で唯一、加算マイルの有効期限が無いプログラムであった。規約上、「18ヶ月間内に一度もマイレージの加算がない口座に関してはキャンセル(会員資格剥奪)、またマイレージ残高が無効とさせることがある」と明記されている が、実際にキャンセル、マイレージ残高が無効化されたことはない。初回搭乗ボーナスとして5,000マイルが加算されている。
コンチネンタル航空を利用したパッケージツアーブランド「コンチネンタルホリディ」では通常飛行マイルに加え、ボーナスマイル付のツアーがある。
スターアライアンス加盟各社のほか、下記の航空会社と提携している。(2011年5月現在)
- Aeromar
- ケープエアー
- コンチネンタル・コネクション
- エミレーツ航空
- エバー航空
- ハワイアン航空
- アイランドエアー
- キングフィッシャー航空
- ヴァージン・アトランティック航空

ユナイテッド航空との統合作業の一環としてワンパスは2011年12月31日を以て終了し、ワンパス会員は自動的にユナイテッド航空のマイレージ・プラスに移行する予定である。

### ビジネスファースト

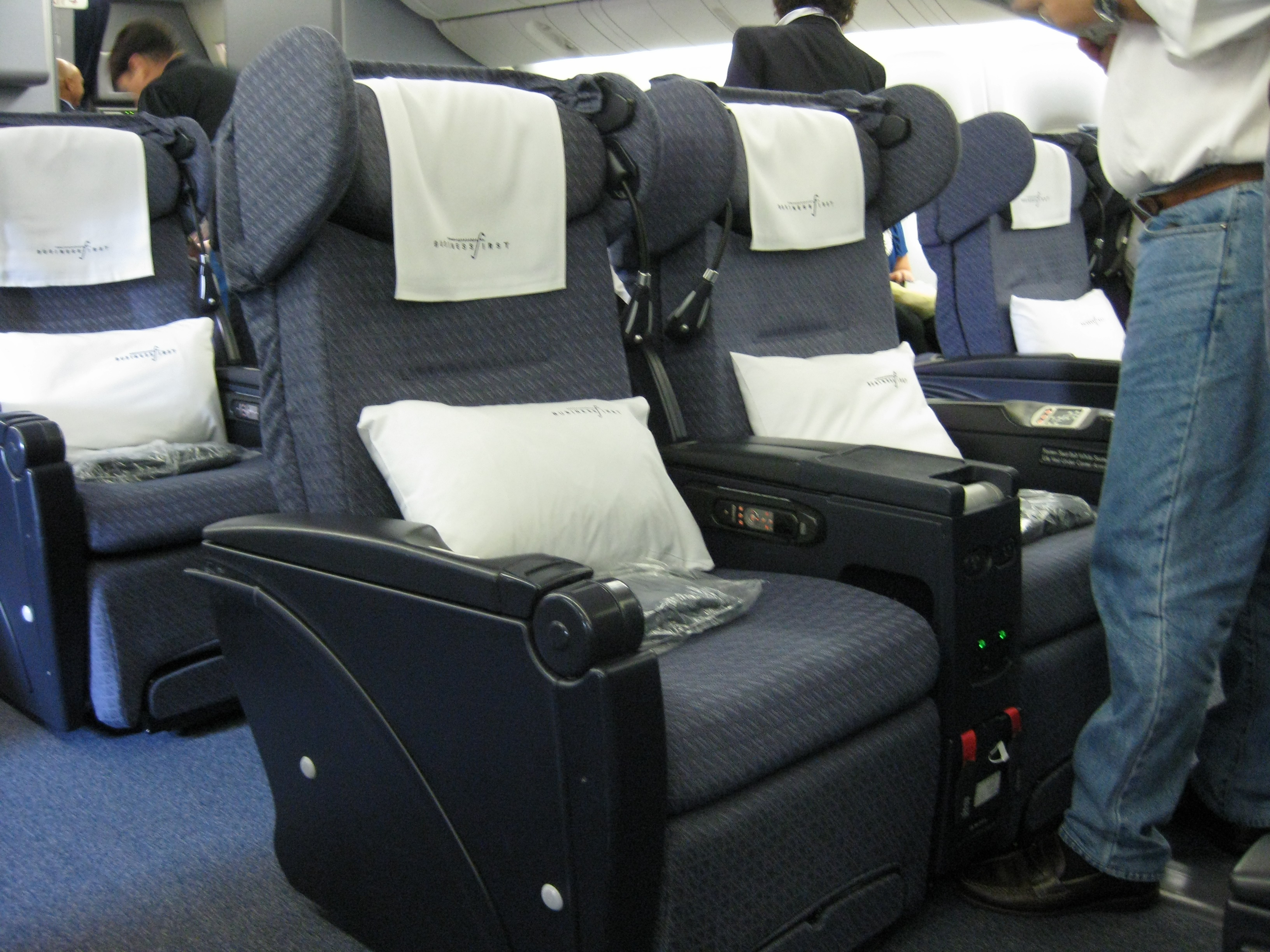
ビジネスファーストクラス

コンチネンタル航空の座席は、国内線、国際線とも2クラス制である。国際線のボーイング777、767型機のビジネスクラスは、「ビジネスクラスの料金でファーストクラス並みのサービスを」という趣旨で、「ビジネスファースト」と呼ばれている。ボーイング777型機では2-2-2配列、ボーイング767型機では2-1-2配列であり、他社の平均的な配列よりも横1席少なく、座席幅に余裕を持たせている。特にボーイング777型機では他社に先駆けて、ライフラット形のシートを取り入れた。2009年秋から、フルフラットになる新シートを導入予定。
なお、地方発着のミクロネシア線で使用される機材（主にボーイング737-800型機）で提供されるサービスは単に「ビジネスクラス」と呼ばれ、上記のビジネスファーストとは内容が異なる。ビジネスクラス専門のチケット業者によってはわざわざそのことに関して注意喚起するものまである。ボーイング737-800型機のビジネスクラスは、米国内線ファーストクラスと同じ仕様のためシートピッチがかなり狭く（キャビン前方に2-2配列だが、通路を挟んで右側に4列、左側に3列の計14席という高密度設定）、リクライニング角度も必然的にエコノミークラスのそれと大差ない。他社の一般的な近距離国際線ビジネスクラスと比較しても、座席周りのゆとりに乏しいため、同機材使用便のビジネスクラス利用者は予め事情を承知しておく必要がある。

### 機内サービス
- ボーイング777、767の全ての座席にパーソナルTVが取り付けられている。順次、オンデマンド方式に改修されている。
- エコノミークラスではアルコールが有料で販売されている。500円、または5ドル。
- エコノミークラスの国内線、一部の国際線ではヘッドホンが1ドルで販売されている。日本路線では無料で持ち帰り可能。
- 2001年9月の同時多発テロ以降、アメリカの航空会社は軒並み経営が悪化し、サービスの簡素化、有料化を余儀なくされた。コンチネンタル航空だけは最後までアメリカ国内線の一部で無料の機内食を提供していたが、現在は他社に合わせて機内食は有料となった。
- 機内誌は「ContinentalPacific」がある。

### 機内エンターテインメント

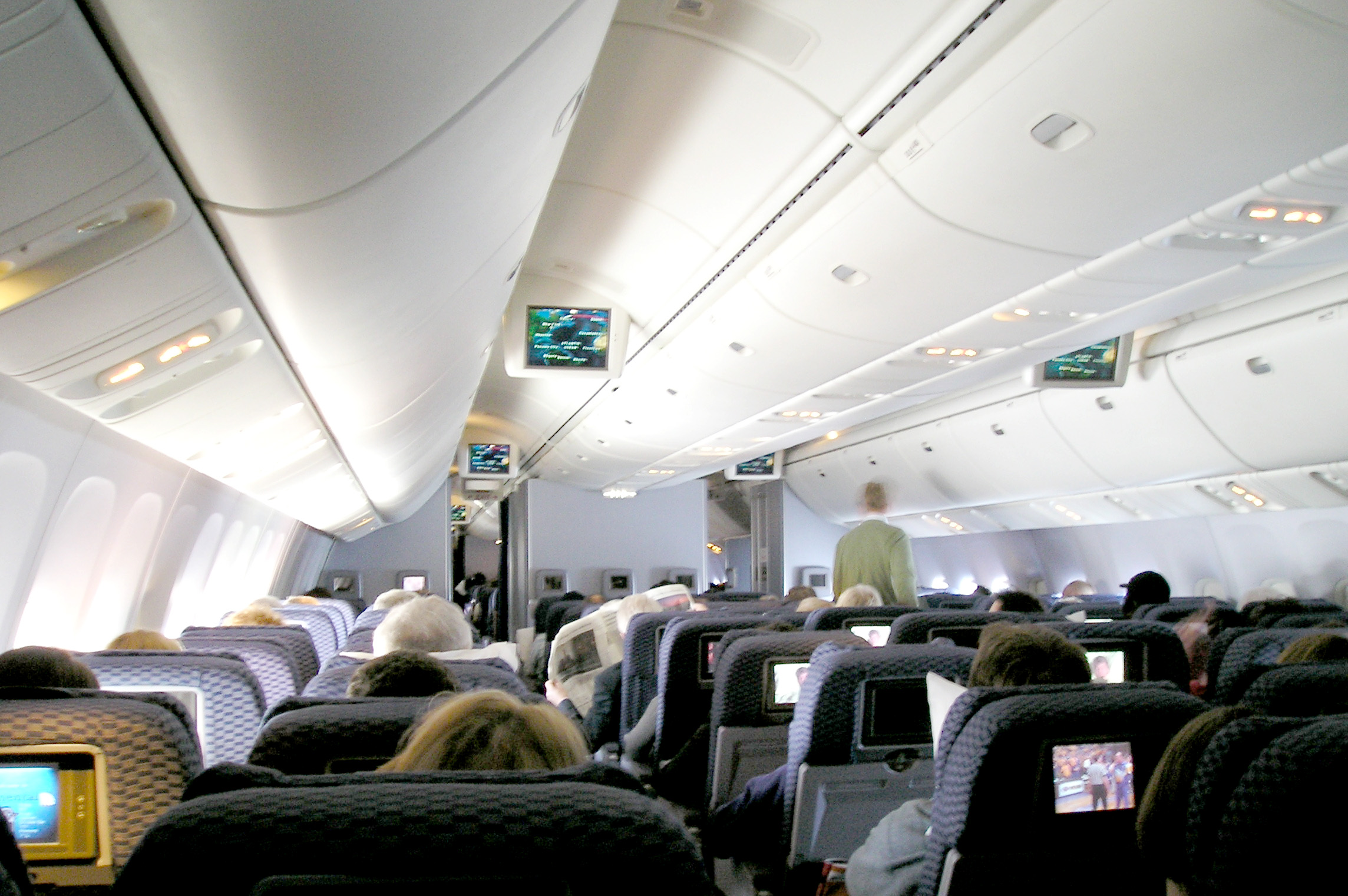
ボーイング767-400ERのエコノミークラス

ボーイング777-200ERおよびボーイング757-200には、すべての座席に個人用パーソナルモニター（VOD）が設置されていた。また、ボーイング767ファミリーの飛行機にはVODではないものの各席に個人モニターが設置されていた。すべてのボーイング757-200とボーイング777-200ERにはすべての座席に電源ポート（3席に2つ）が装備されている。

コンチネンタル航空は、2009年、1月から全乗客に95チャンネルのライブディレクTVの提供を開始した。このサービスはボーイング737-700、-800、-900、-900ERとボーイング757-300ERがサービスを受けられた。このサービスはクレジットカードをスワイプすると利用でき、飛行中いつでも有効にすることができた。映画やテレビは決まった時間に上映され、一時停止や巻き戻しはできなかった。このサービスはファーストクラスでは無料で提供され、エコノミークラスでは6ドルで利用できた。

## 保有機材
すべてボーイング社の機材で統一し、コスト削減を図っている。
なお、コンチネンタル航空が発注したボーイング社製航空機の顧客番号（カスタマーコード）は24で、航空機の形式名は737-824, 767-324ER, 767-424ER, 777-224ERなどとなる。
| 機種                 | 運行機数 | 発注機数 | 座席数 | 座席数 | 座席数 | 座席数 | 備考                                          |
| 機種                 | 運行機数 | 発注機数 | J      | C      | Y      | Total  | 備考                                          |
| -------------------- | -------- | -------- | ------ | ------ | ------ | ------ | --------------------------------------------- |
| ボーイング737-500    | 36       | ー       | ー     | 8      | 106    | 114    | 全機ユナイテッド航空に移行 2013年に退役       |
| ボーイング 737-700   | 36       | ー       | ー     | 12     | 112    | 124    | 全機ユナイテッド航空に移行                    |
| ボーイング 737-800   | 126      | 4        | ー     | 14     | 141    | 155    | 全機ユナイテッド航空に移行                    |
| ボーイング 737-800   | 126      | 4        | ー     | 16     | 144    | 160    | グアム路線中心                                |
| ボーイング 737-900   | 12       | ー       | ー     | 20     | 153    | 173    | 全機ユナイテッド航空に移行                    |
| ボーイング737-900ER  | 30       | 22       | ー     | 20     | 153    | 173    | 全機ユナイテッド航空に移行                    |
| ボーイング757-200    | 41       | ー       | 16     | ー     | 159    | 175    | 全機ユナイテッド航空に移行                    |
| ボーイング 757-300   | 21       | ー       | ー     | 24     | 192    | 216    | 最大オペレーター 全機ユナイテッド航空に移行   |
| ボーイング 767-200ER | 10       | ー       | 25     | ー     | 149    | 174    | 全機ユナイテッド航空に移行 2013年に退役       |
| ボーイング 767-400ER | 12       | ー       | 35     | ー     | 200    | 235    | 全機ユナイテッド航空に移行                    |
| ボーイング 767-400ER | 4        | ー       | 20     | ー     | 236    | 256    | 全機ユナイテッド航空に移行                    |
| ボーイング 777-200ER | 22       | ー       | 50     | ー     | 226    | 276    | 全機ユナイテッド航空に移行                    |
| ボーイング787-8      | ー       | 11       | 未定   | 未定   | 未定   | 未定   | 2012年に就航予定。 全機ユナイテッド航空に移行 |
| ボーイング787-9      | ー       | 14       | 未定   | 未定   | 未定   | 未定   | 2013年に就航予定 全機ユナイテッド航空に移行   |
| Total                | 350      | 51       |        |        |        |        |                                               |

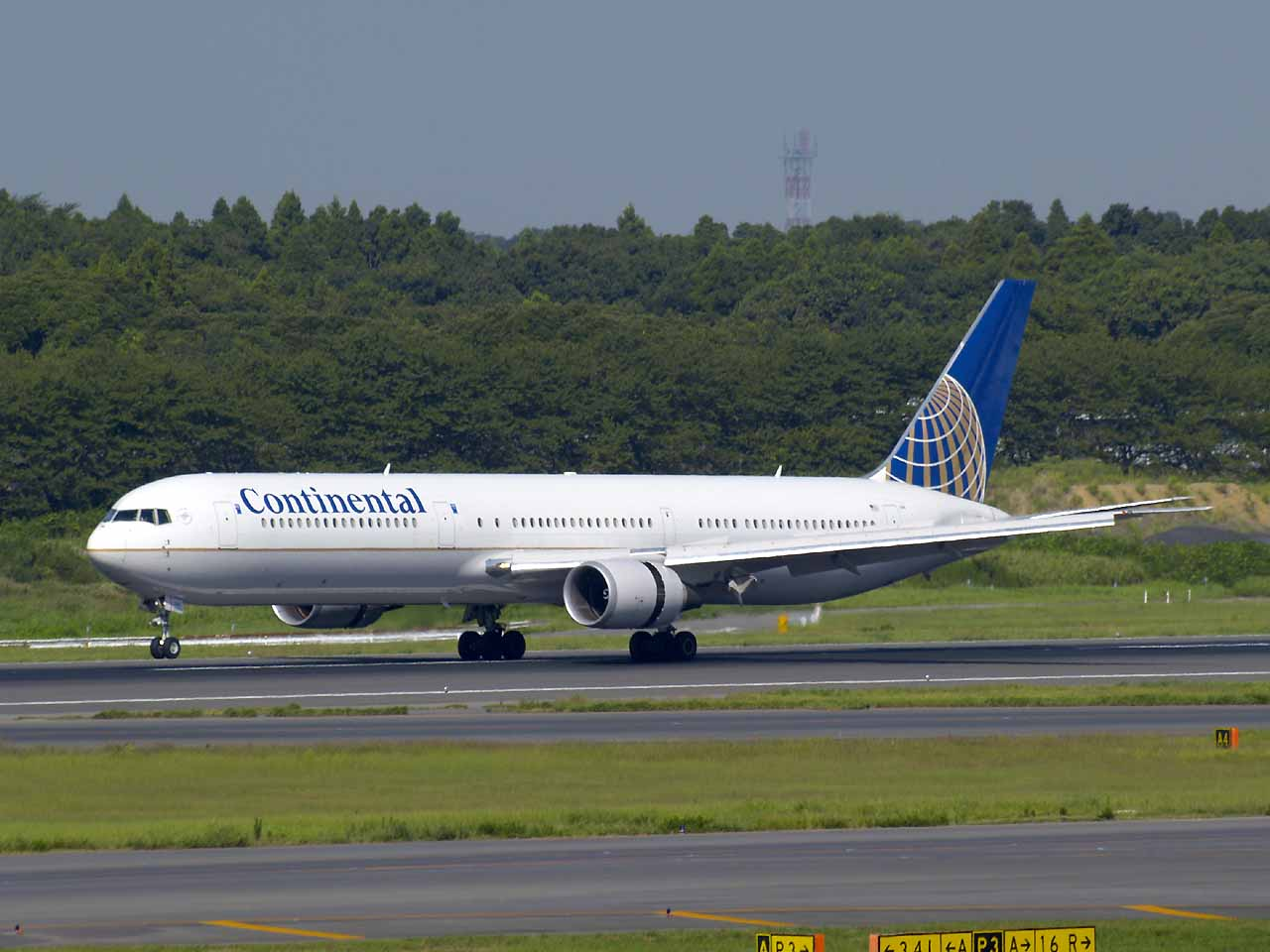
コンチネンタル航空のボーイング767-400ER型機
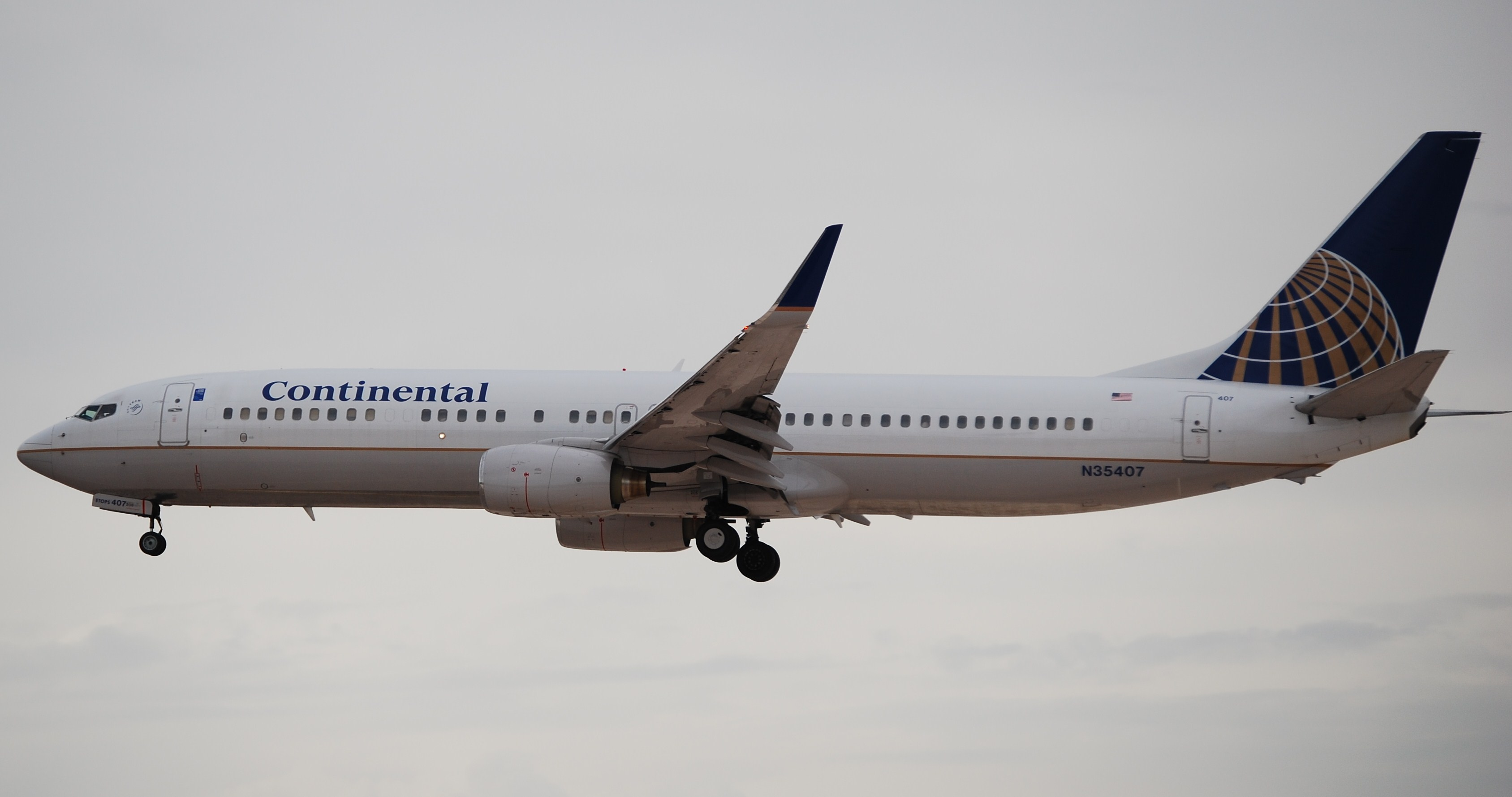
ボーイング737
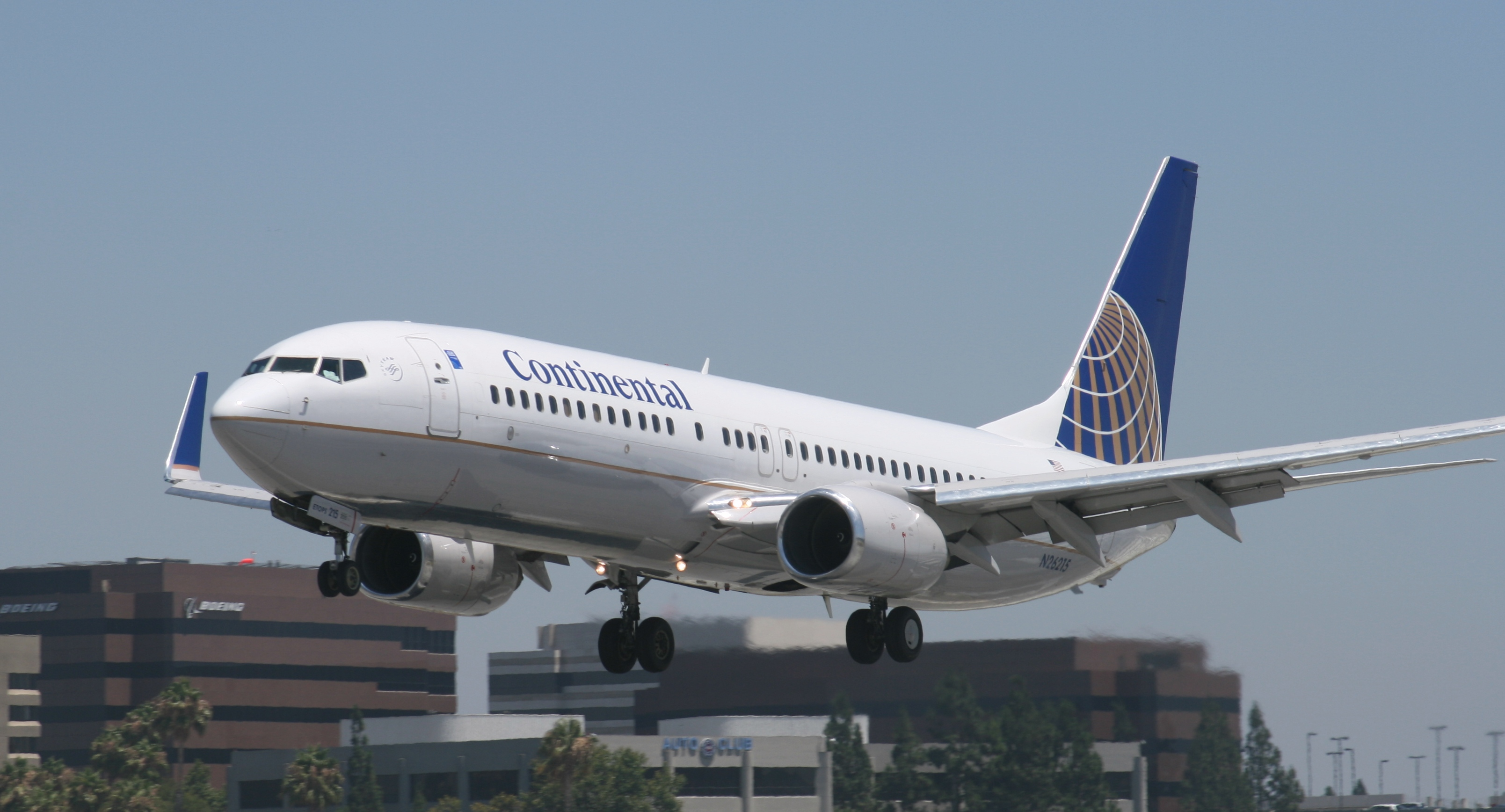
ボーイング737-800
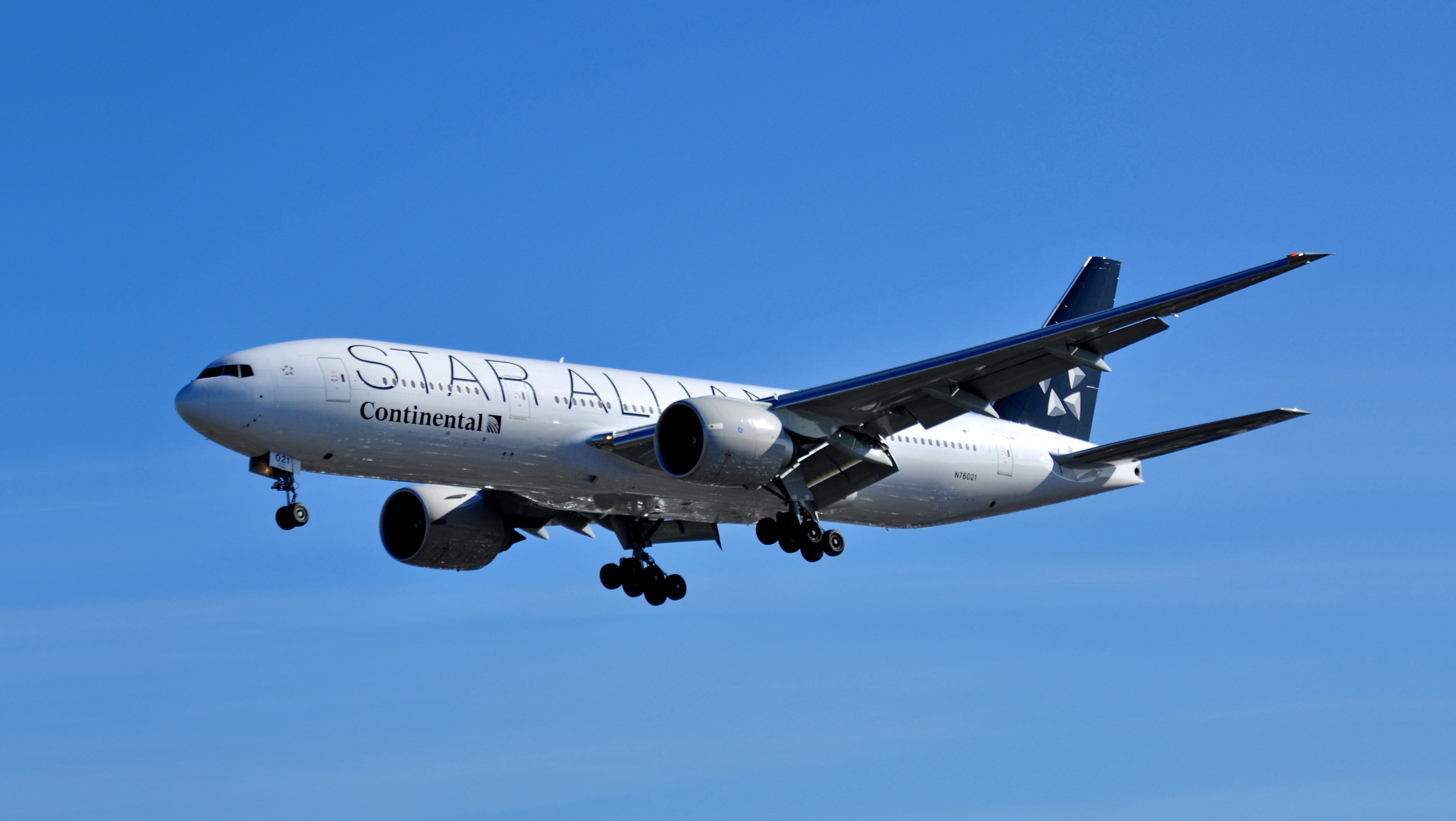
ボーイング777-200ER（スターアライアンス塗装）
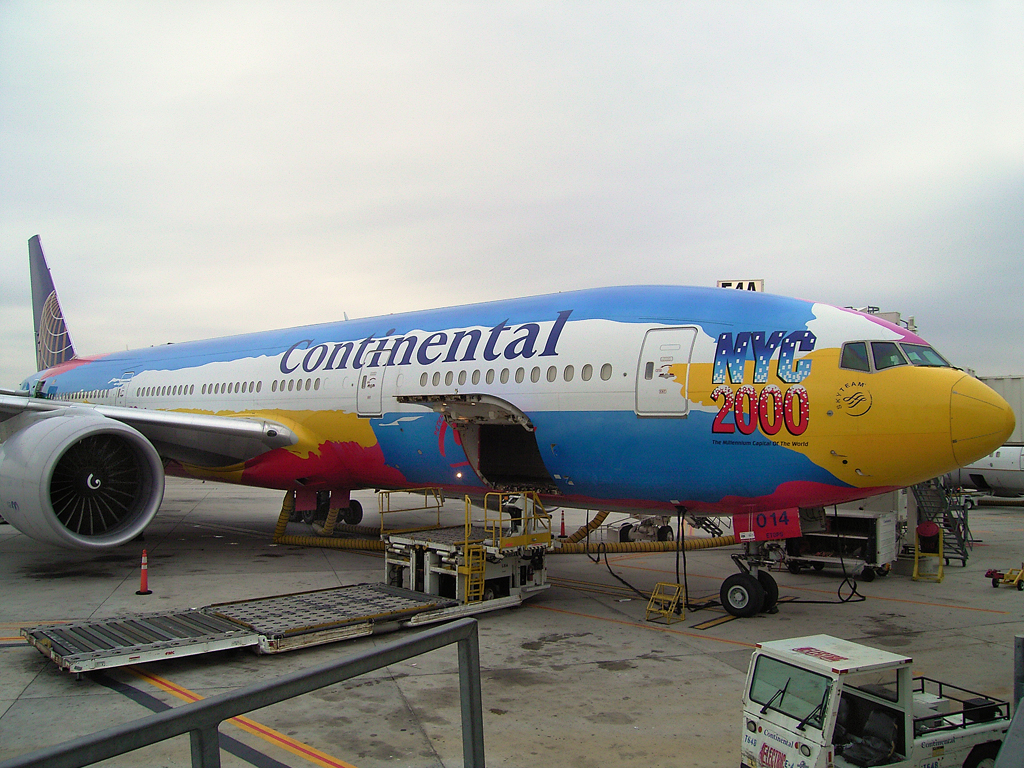
ボーイング777-200ER（ペーター・マックス）
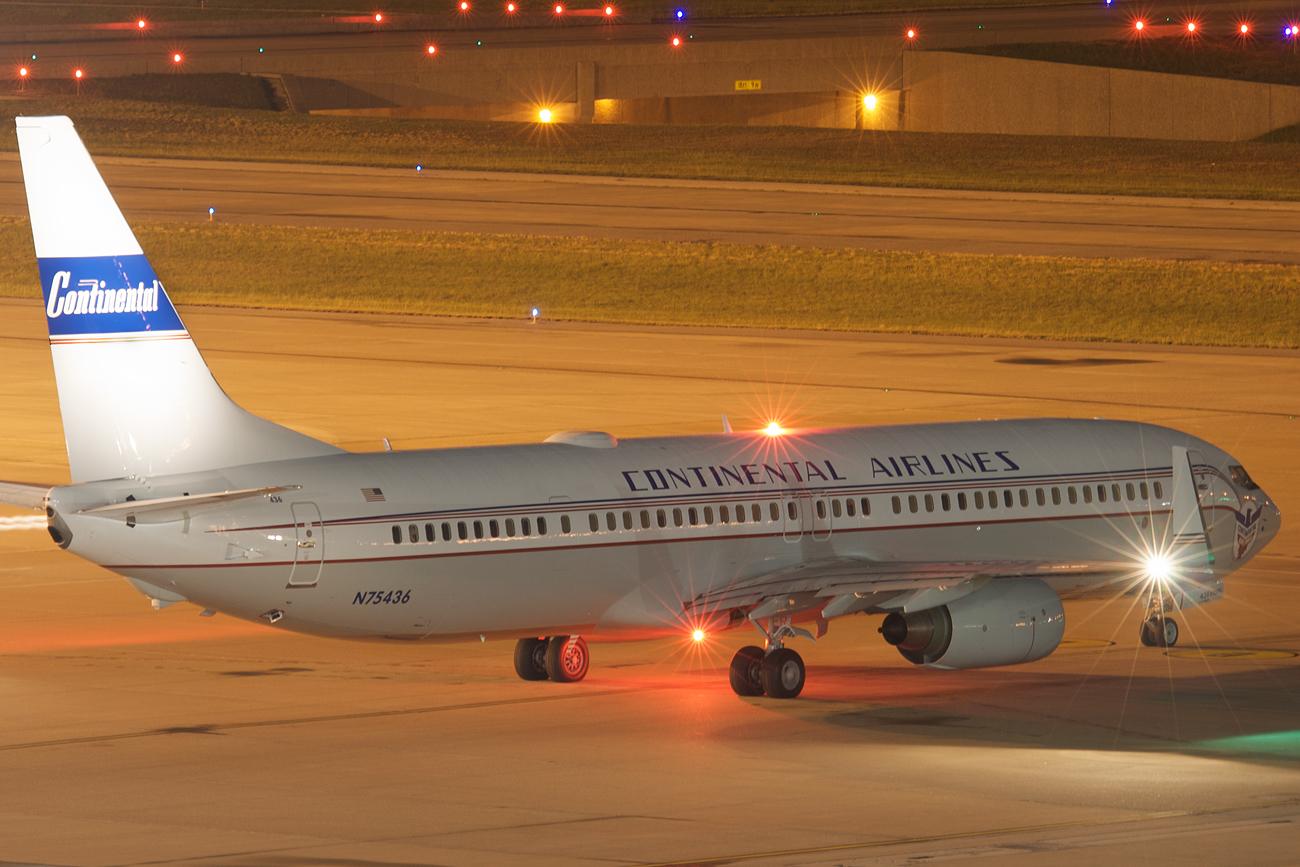
ボーイング737-900（75周年記念塗装）
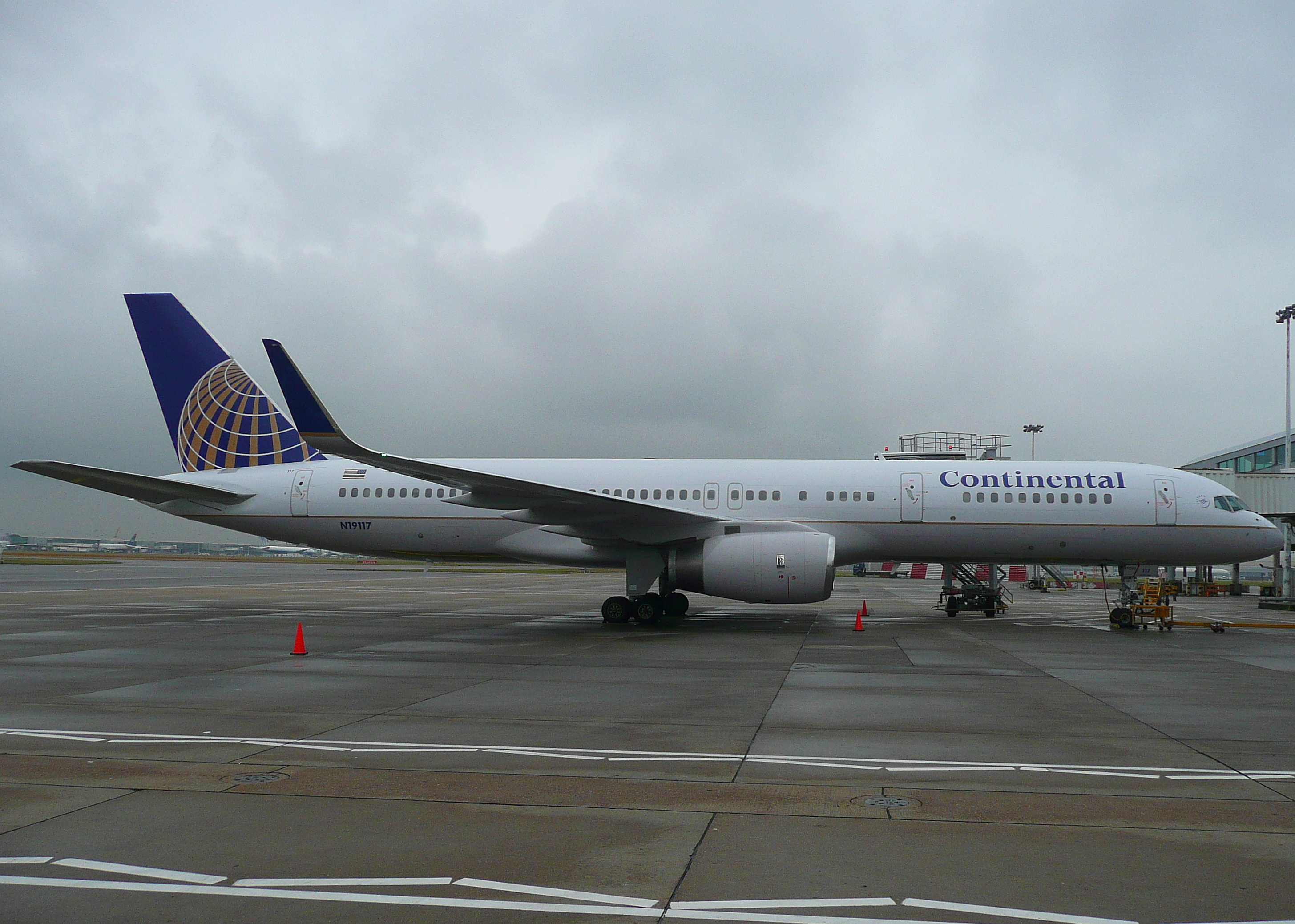
ボーイング757-200
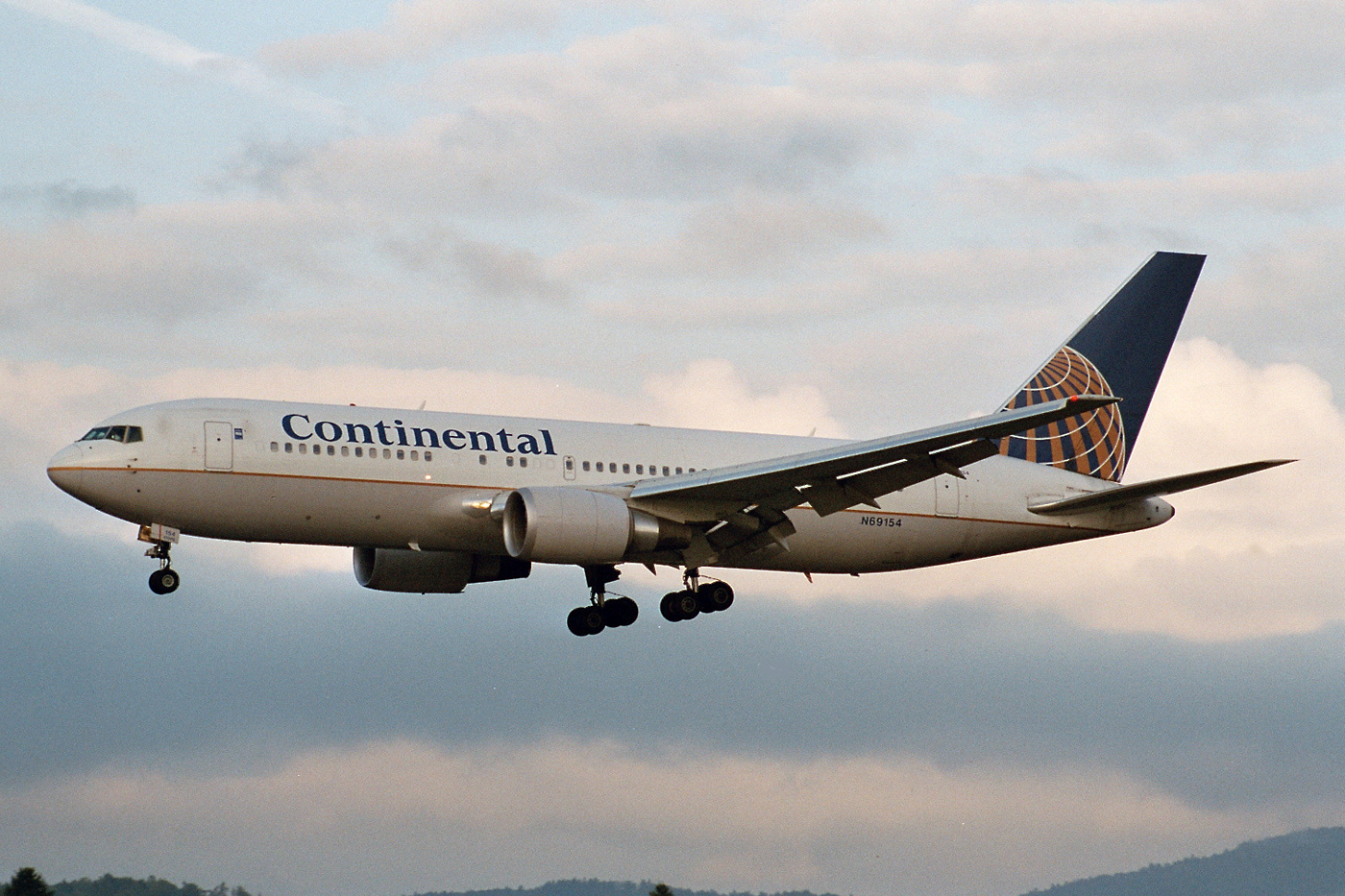
ボーイング767-200ER
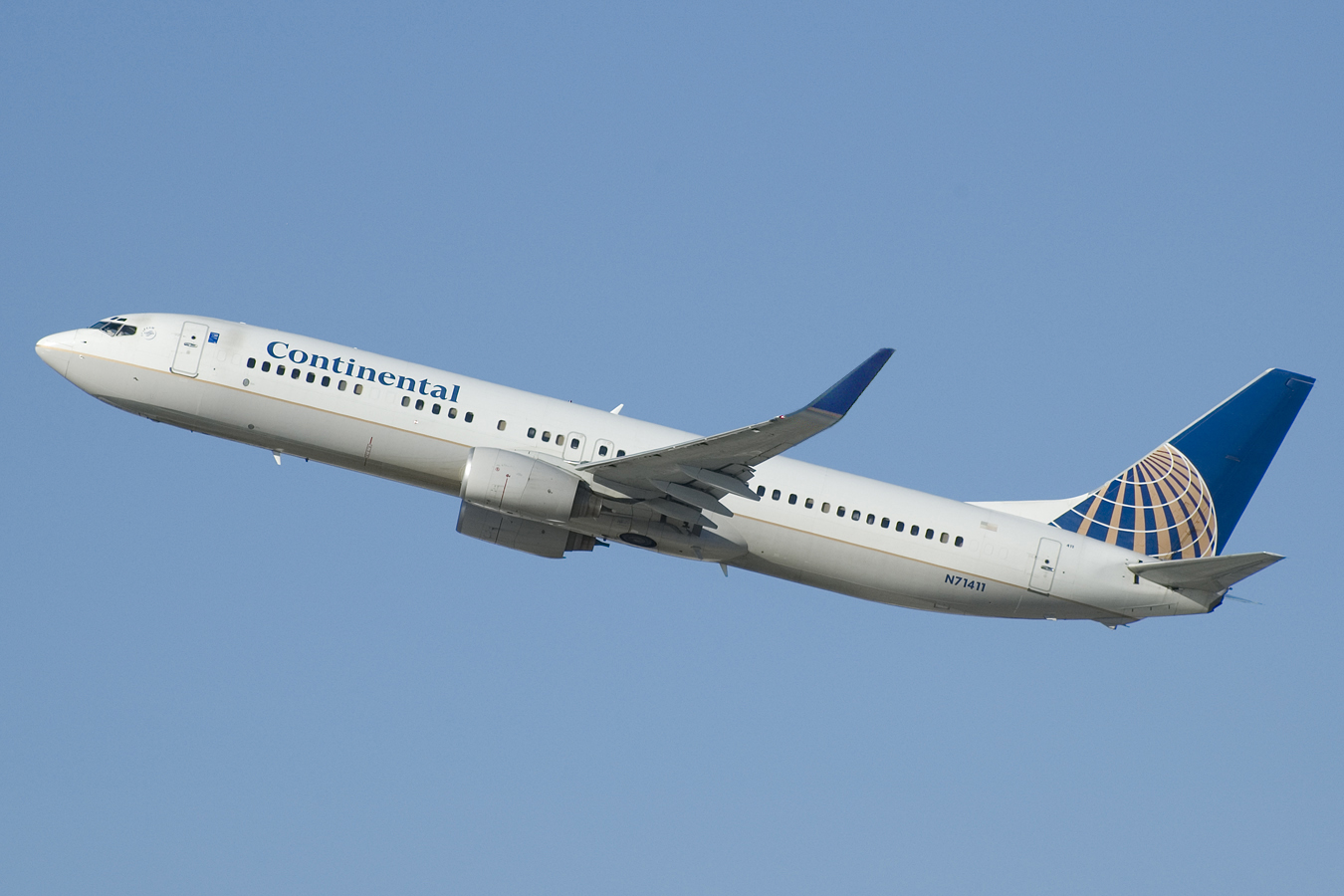
ボーイング737-900

## 過去の保有機材
| 機材                        | 合計 | 発注 | 備考      |
| --------------------------- | ---- | ---- | --------- |
| ボーイング 707–120          | 4    | 1    |           |
| ダグラス DC-3               | 10   | 0    |           |
| ダグラス DC-6               | 1    | 0    | リース    |
| ダグラス DC-6B              | 2    | 0    | 1機リース |
| ダグラス DC-7B              | 5    | 0    |           |
| ビッカース バイカウント 812 | 15   |      |           |

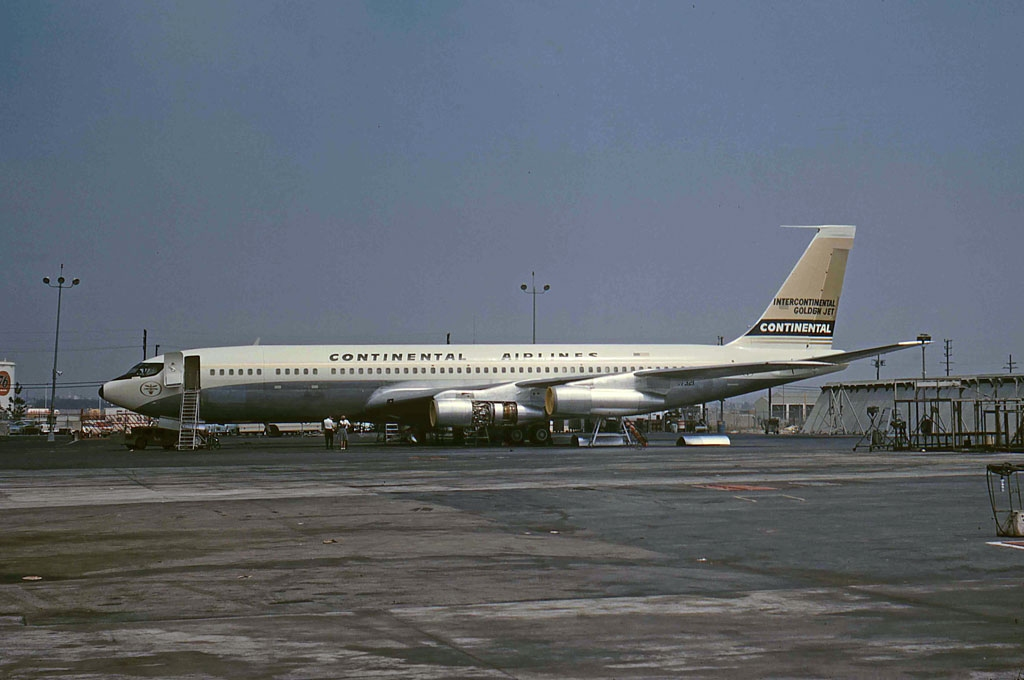
ボーイング707-320C
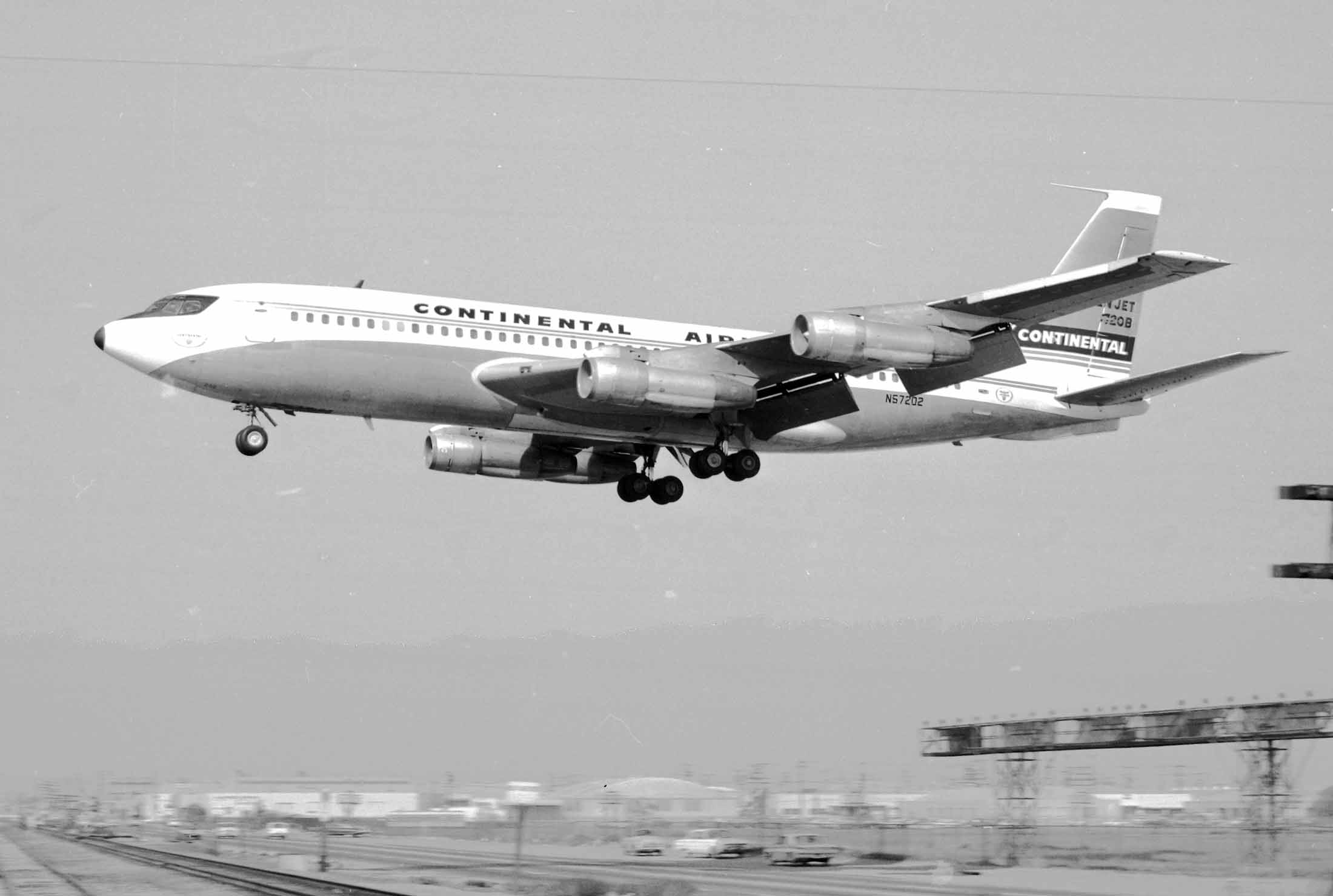
ボーイング 720B
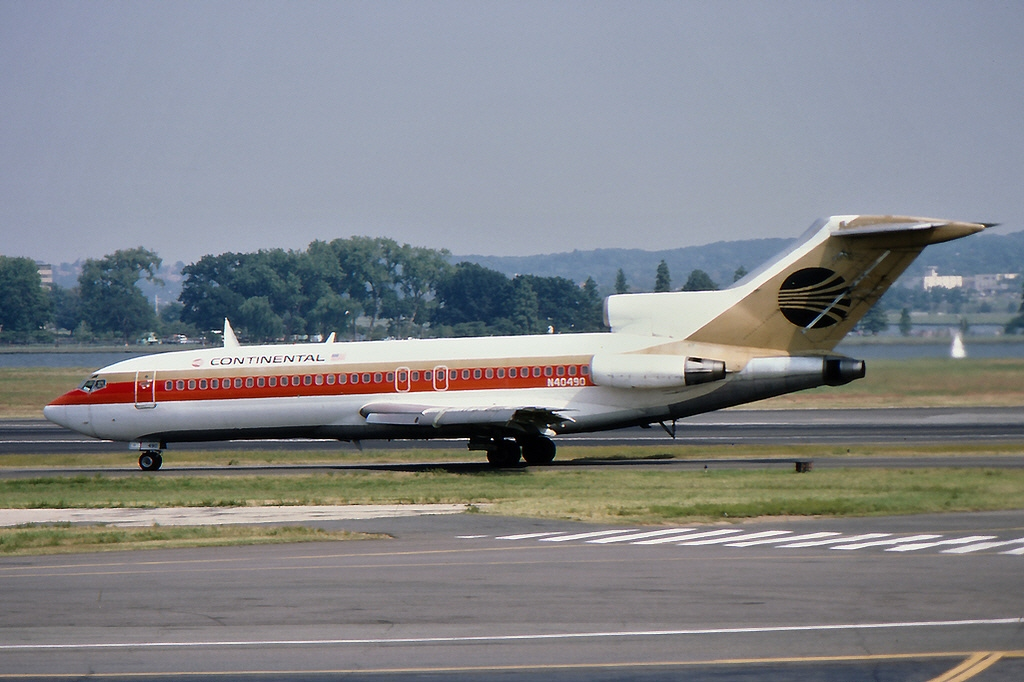
ボーイング 727-100
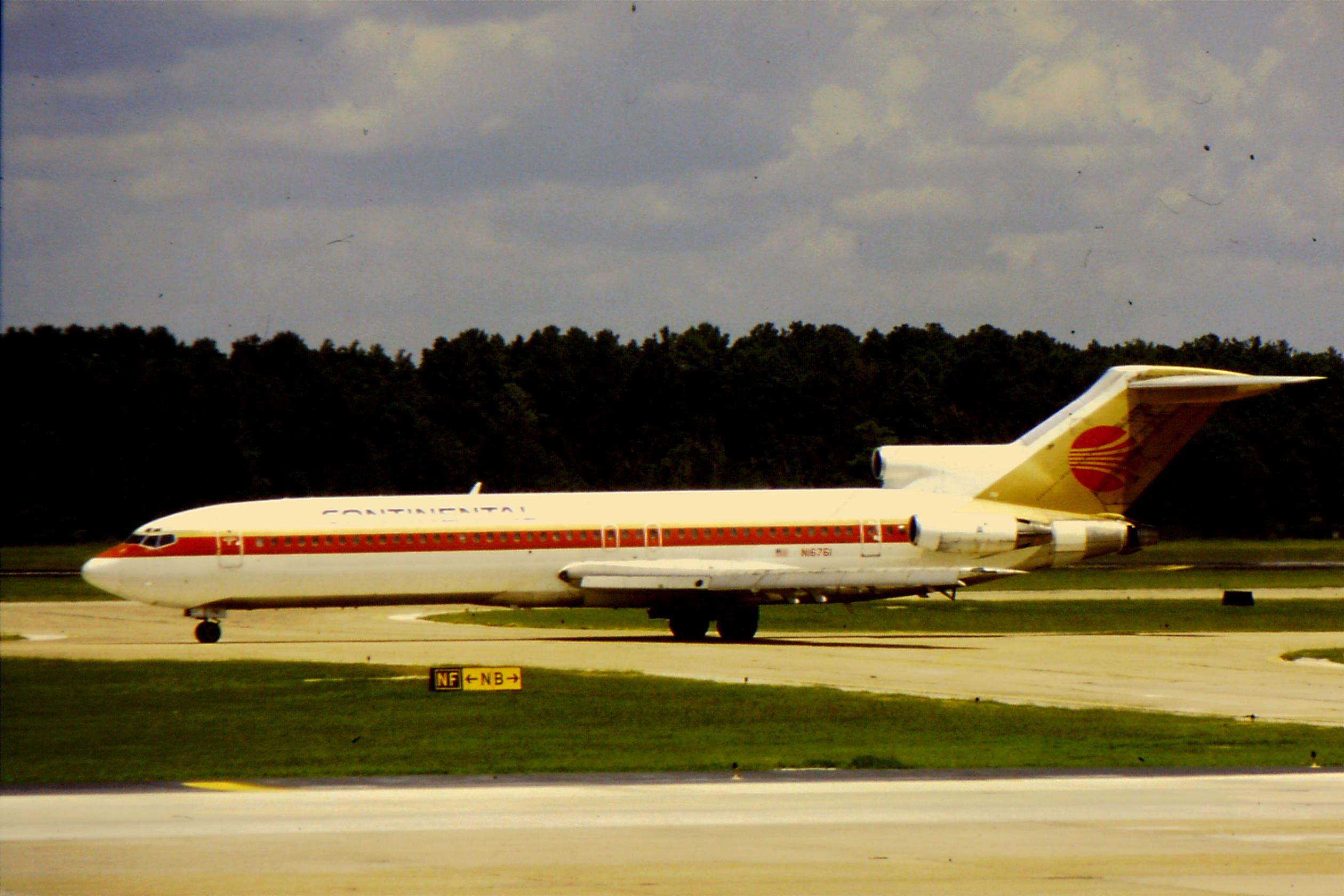
ボーイング 727-200
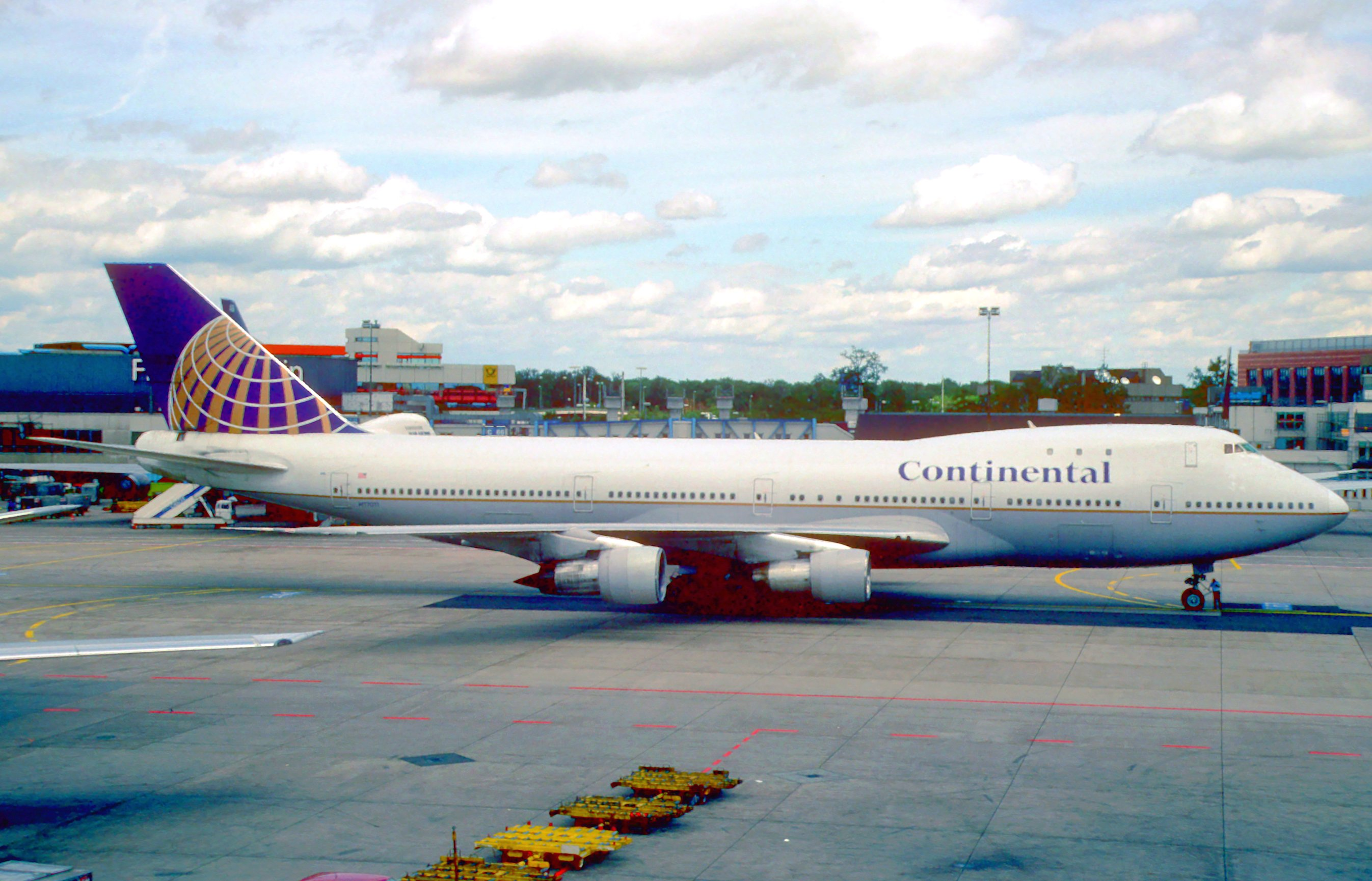
ボーイング 747-100
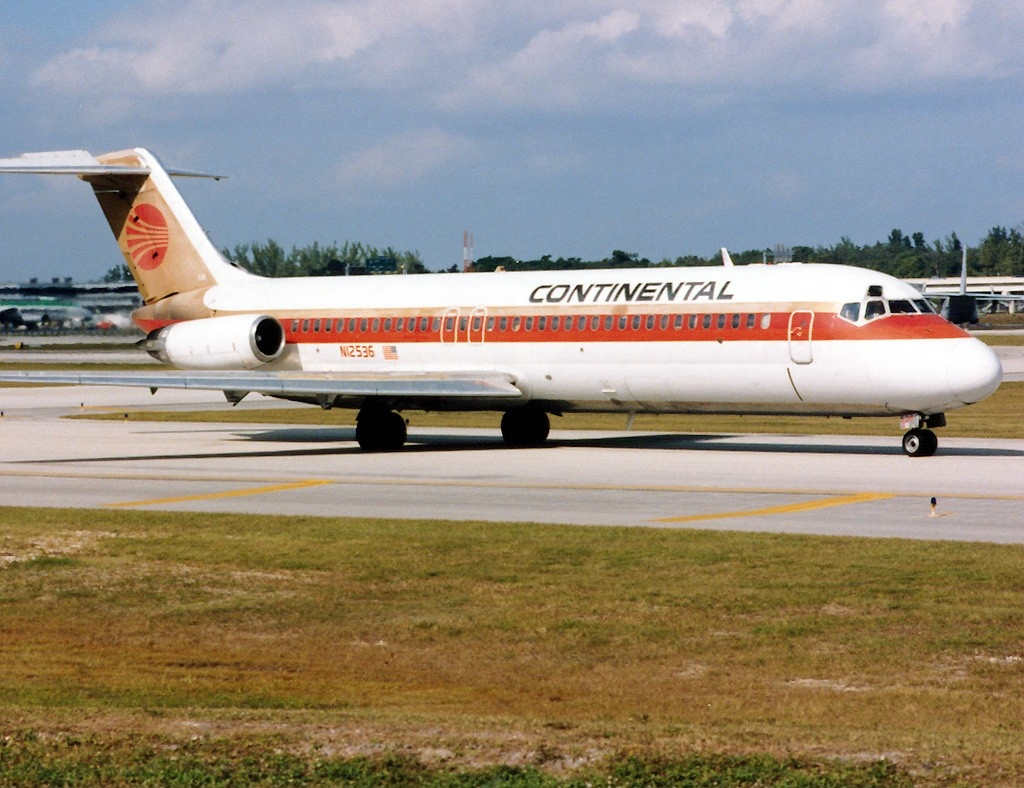
ダグラス DC-9

| 合計                        | 37   | 1    |           |

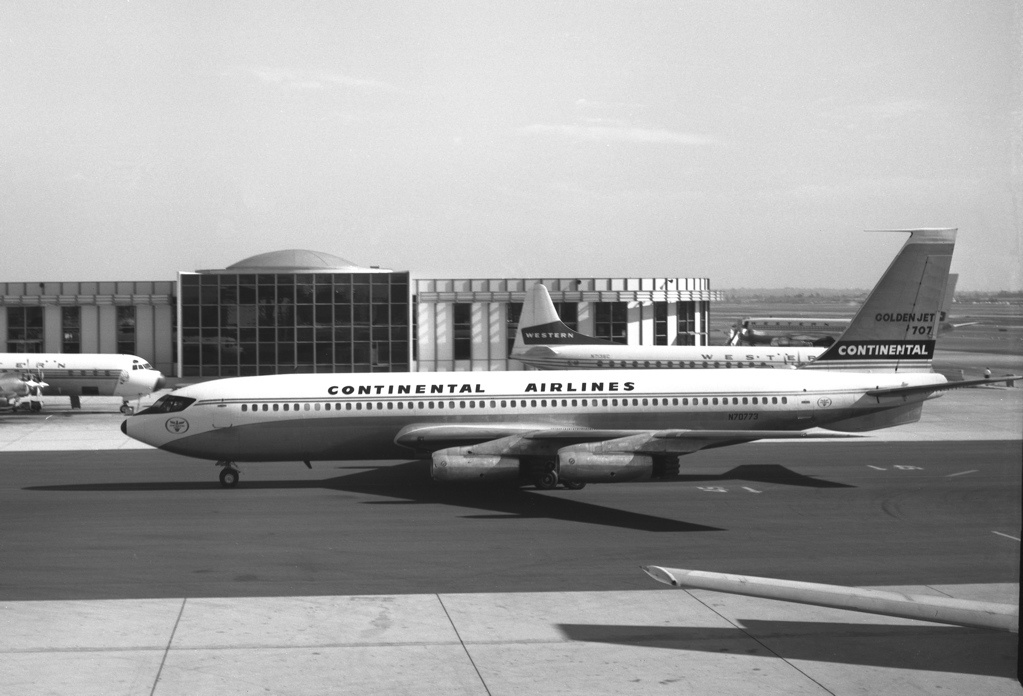
ボーイング 707-120
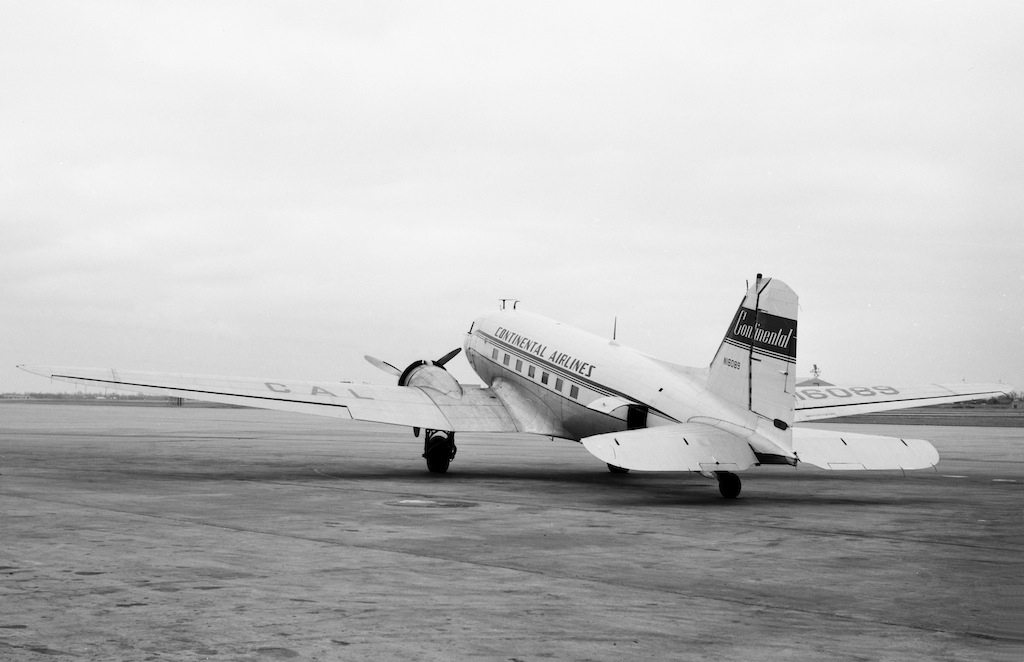
ダグラス  DC-3
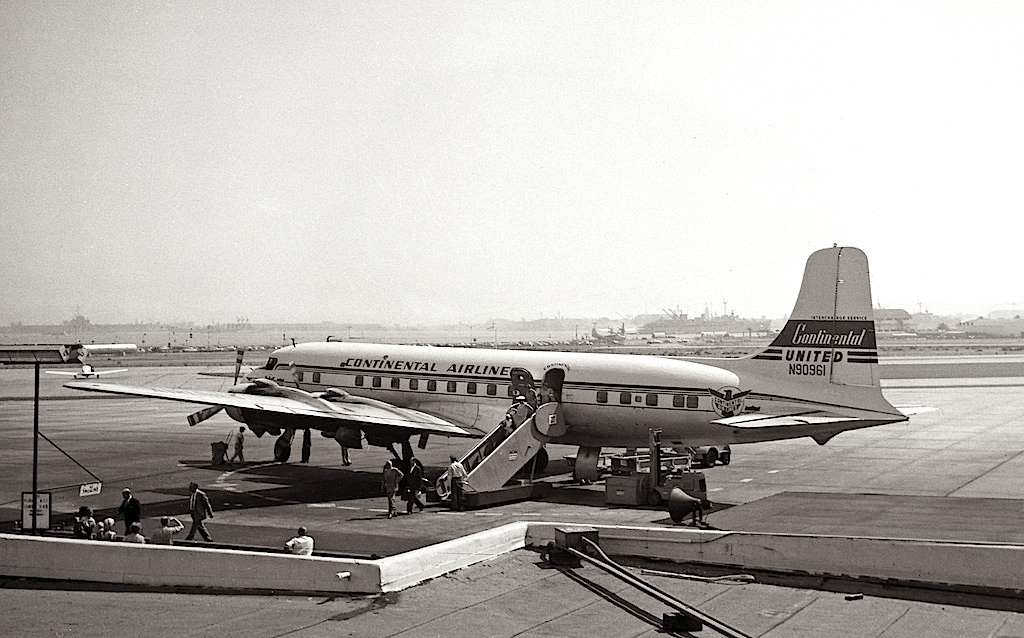
ダグラス  DC-6B
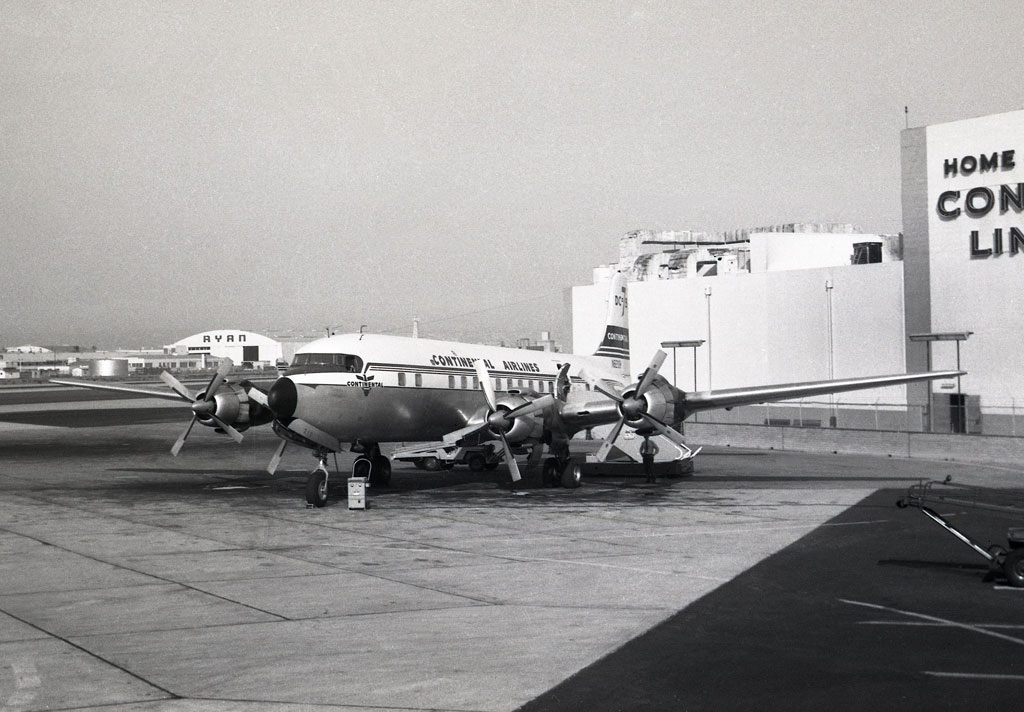
ダグラス DC-7B
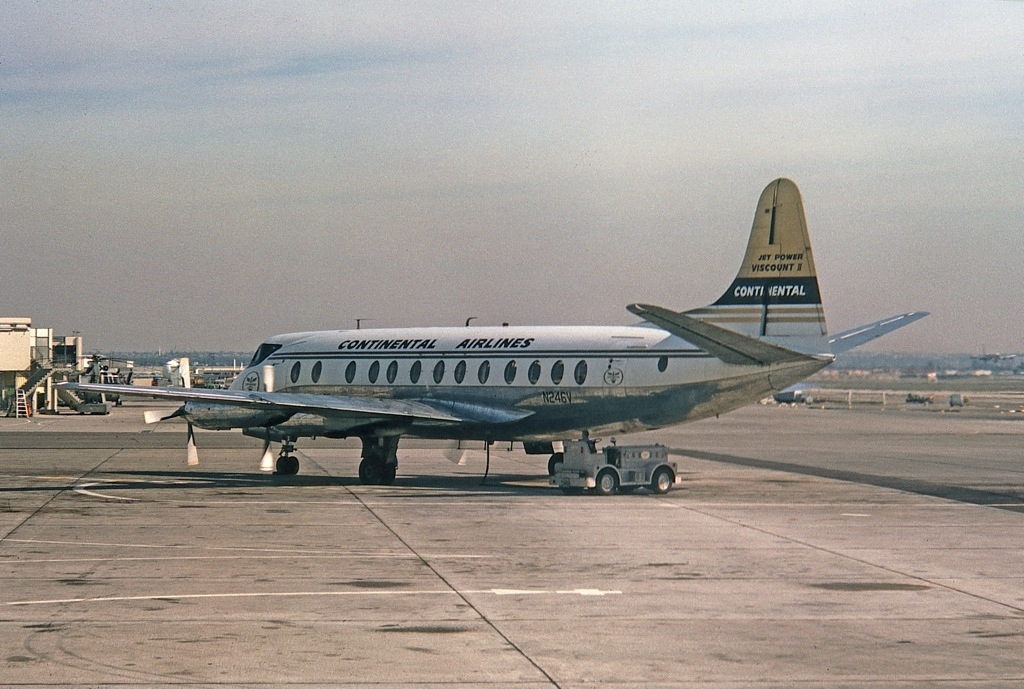
ビッカース バイカウント

| 機材                | 合計 | 発注 | 備考     |
| ------------------- | ---- | ---- | -------- |
| コンコルド          | 0    | 3    | 発注取消 |
| ボーイング2707      | 0    | 3    | 開発中止 |
| ボーイング 707-320C | 13   | 0    |          |
| ボーイング 720B     | 8    | 0    |          |
| ボーイング 727-100C | 1    | 0    |          |
| ボーイング 727-200  | 12   | 0    |          |
| ボーイング 747–100  | 0    | 4    |          |
| ダグラス DC-9-10F   | 19   | 0    |          |
| 合計                | 62   | 10   |          |

- ボーイング707-320C
- ボーイング 720B
- ボーイング 727-100
- ボーイング 727-200
- ボーイング 747-100
- ダグラス DC-9

| 機材                | 合計 | 発注 | 備考 |
| ------------------- | ---- | ---- | ---- |
| ボーイング727–100   | 16   | 0    |      |
| ボーイング727–200   | 36   | 9    |      |
| ダグラス DC-10-10   | 7    | 0    |      |
| ダグラス DC-10-10CF | 6    | 0    |      |
| ダグラス DC-10-30   | 0    | 2    |      |
| 合計                | 65   | 11   |      |

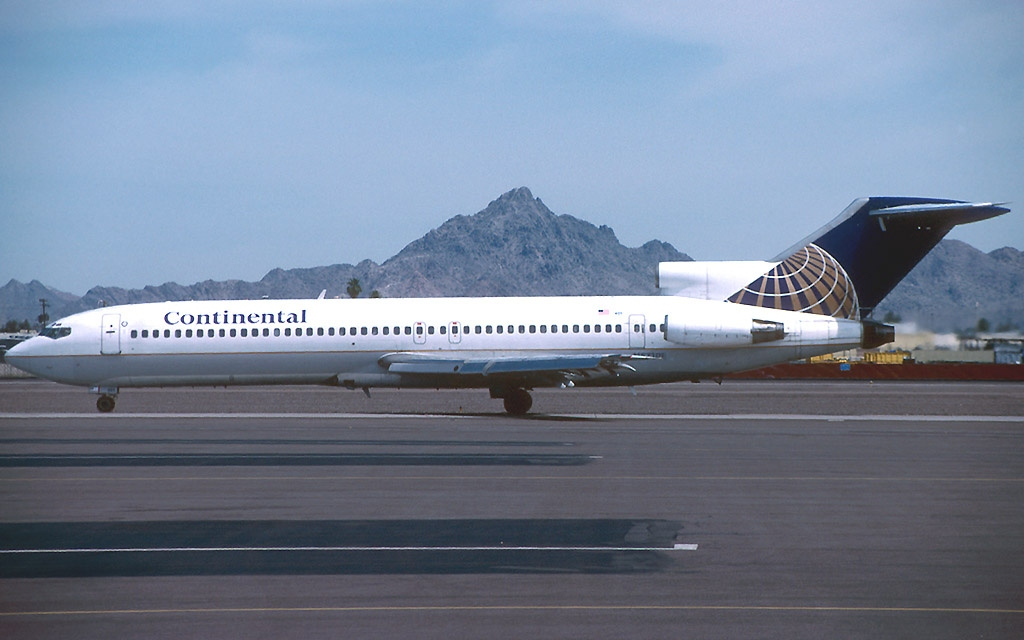
ボーイング 727-200Adv
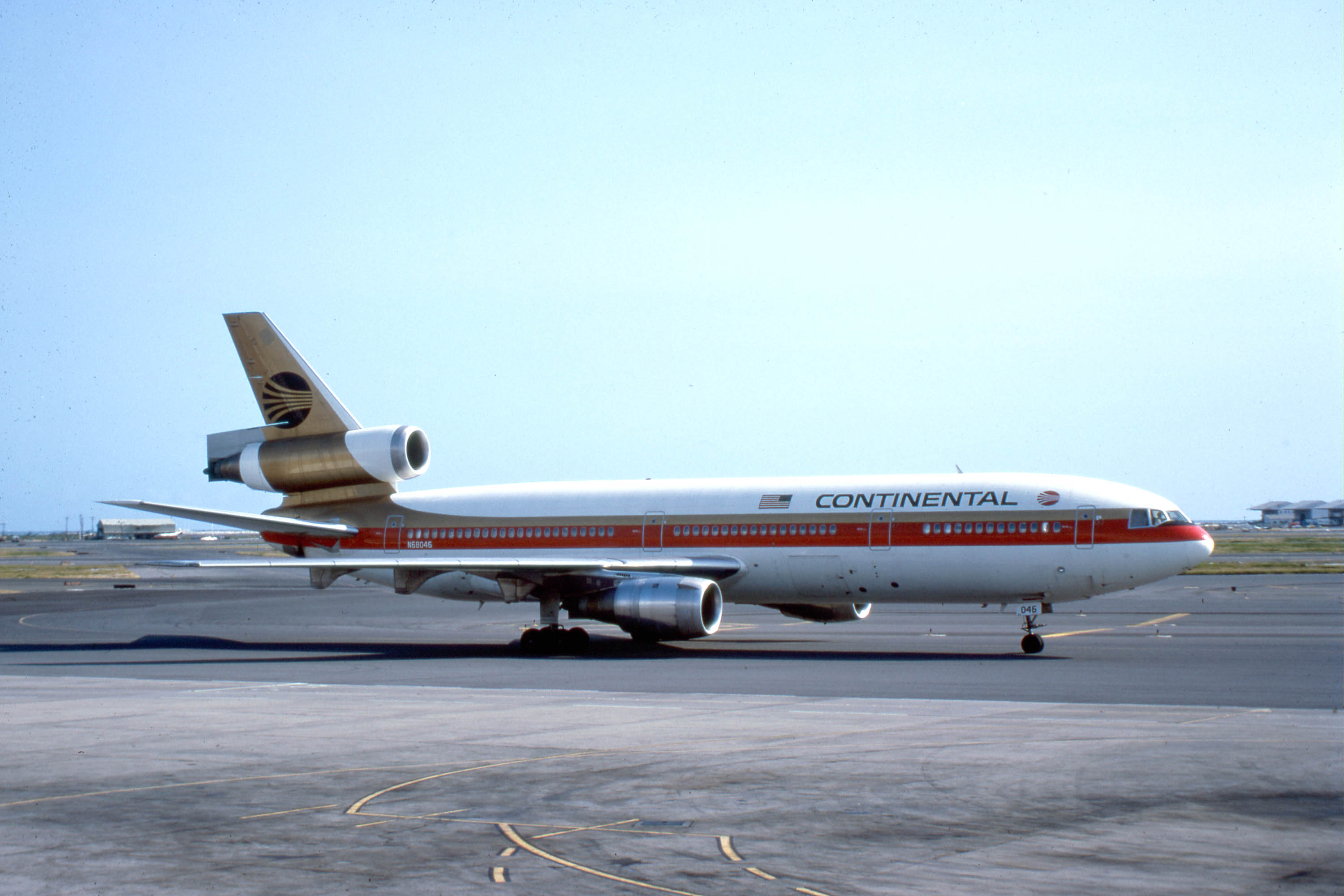
ダグラス DC-10-10
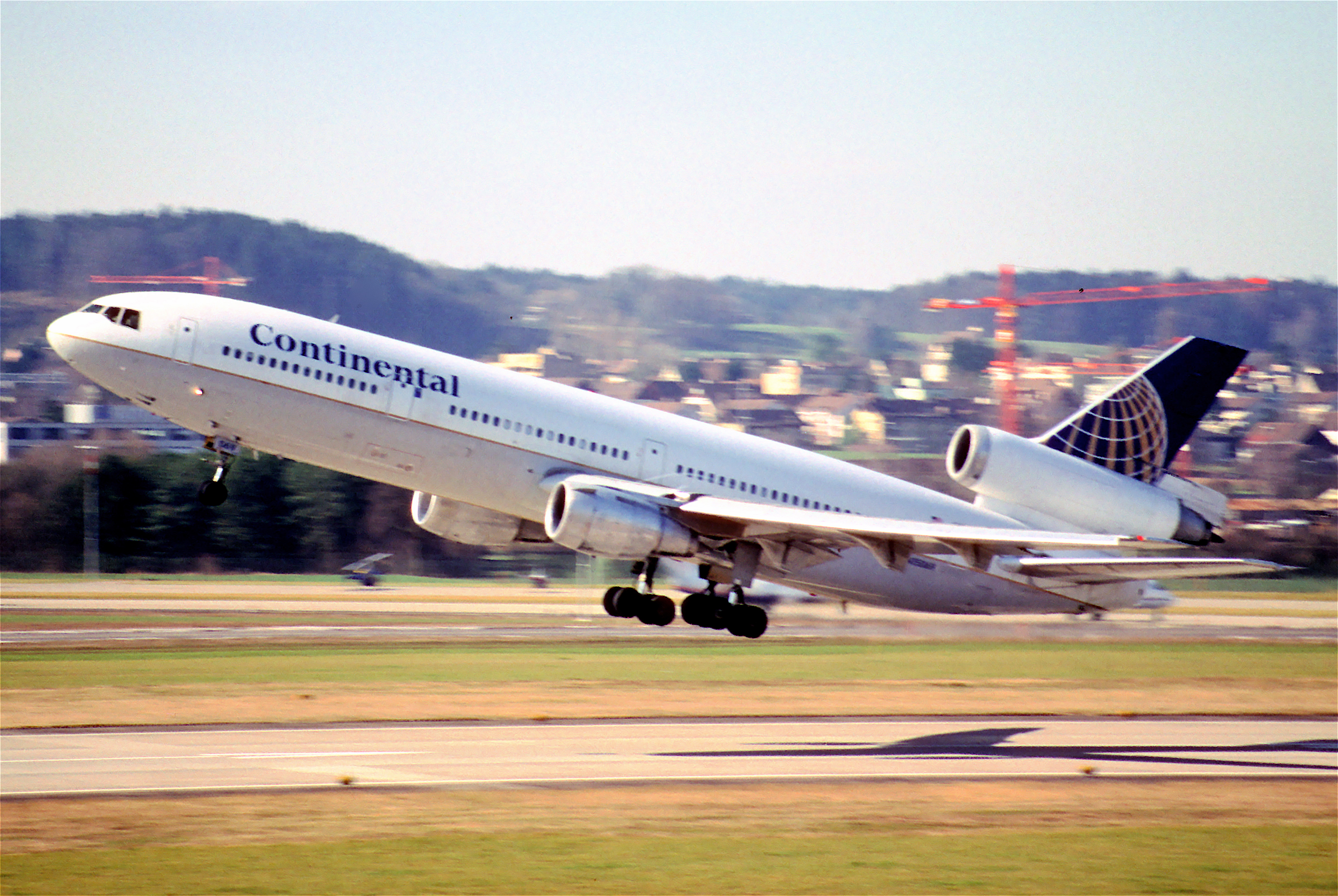
ダグラス DC-10-30
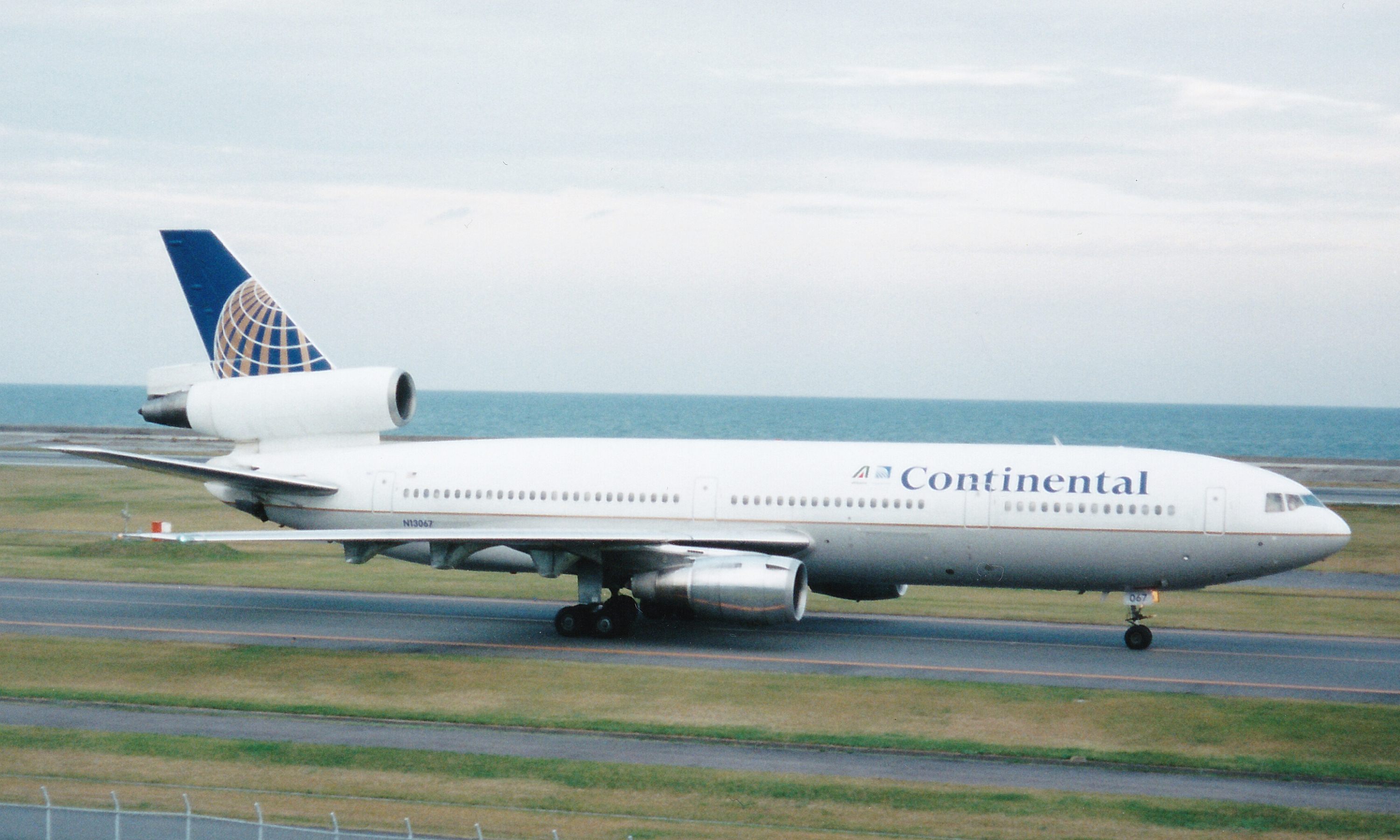
ダグラス DC-10-30

## その他
2010年、コンチネンタル航空は新規羽田空港発着枠のニューアークとグアム航路の開設を申請した。しかし、2010年5月却下された（合併先のユナイテッド航空も2010年新規羽田発着枠のサンフランシスコ線の開設を申請したが、2010年5月却下されている）。